# Assassin's Creed
Pour le premier jeu de la série, voir Assassin's Creed. Pour le film sorti en 2016, voir Assassin's Creed.
Assassin's Creed (littéralement « le Credo des Assassins ») est une série de jeux vidéo historique d'action-aventure et d'infiltration en monde ouvert (limite plate-forme), développée et éditée par Ubisoft. Les titres principaux développés par Ubisoft Montréal sont sortis sur les consoles de 7e (Xbox 360 et PlayStation 3), 8e génération (Xbox One, PlayStation 4, Wii U et Nintendo Switch) et sur la 9e génération (Xbox Series, PlayStation 5) ainsi que sur PC, tandis que les épisodes secondaires sont sortis sur consoles portables (Nintendo DS, PlayStation Portable, PlayStation Vita) et sur téléphones portables (Java, Android, iOS).
Le principe du jeu repose sur l'« Animus », une machine capable de lire la mémoire génétique d'un sujet, c'est-à-dire la mémoire de ses ancêtres. Ce concept permet d'explorer divers lieux et époques du passé. Le protagoniste des premiers volets de la série est Desmond Miles, un jeune Américain ayant des ancêtres faisant partie de l'ordre des Assassins, une secte orientale séculaire. On découvre ainsi dans Assassin's Creed, le premier jeu de la série sorti en 2007, Altaïr Ibn La-Ahad, un maître Assassin qui vivait en Terre sainte durant la Troisième croisade, puis divers personnages ayant vécu à différentes périodes historiques. La confrérie des Assassins est dans la série en constant conflit avec les Templiers qui n'ont également cessé d'exister dans le jeu, même après leur dissolution officielle. Le dernier épisode en date, Assassin's Creed Shadows, sorti en 2025, se déroule dans le Japon du XVI esiècle, vers la fin de l'époque Sengoku et durant l'époque Azuchi Momoyama.
Bien que chaque opus se déroule dans un contexte historique et géographique précis, des arcs narratifs apparaissent sur une même période : la Troisième croisade (Assassin's Creed, Altaïr's Chronicles, Bloodlines), la Renaissance (Assassin's Creed II, Discovery, Brotherhood, Revelations, Identity), l'Age d'or de la Piraterie (Assassin's Creed IV : Black Flag), les révolutions américaine et française (Assassin's Creed III, Liberation, Pirates, Rogue, Unity), l'Epoque victorienne (Syndicate ), la Révolution russe, les Indes Britanniques, la Chine des Ming (Chronicles), l'Antiquité grecque et égyptienne  (Odyssey, Origins) et l’ère viking (Valhalla), les trois derniers jeux formant une trilogie sur la mythologie.

## Développement

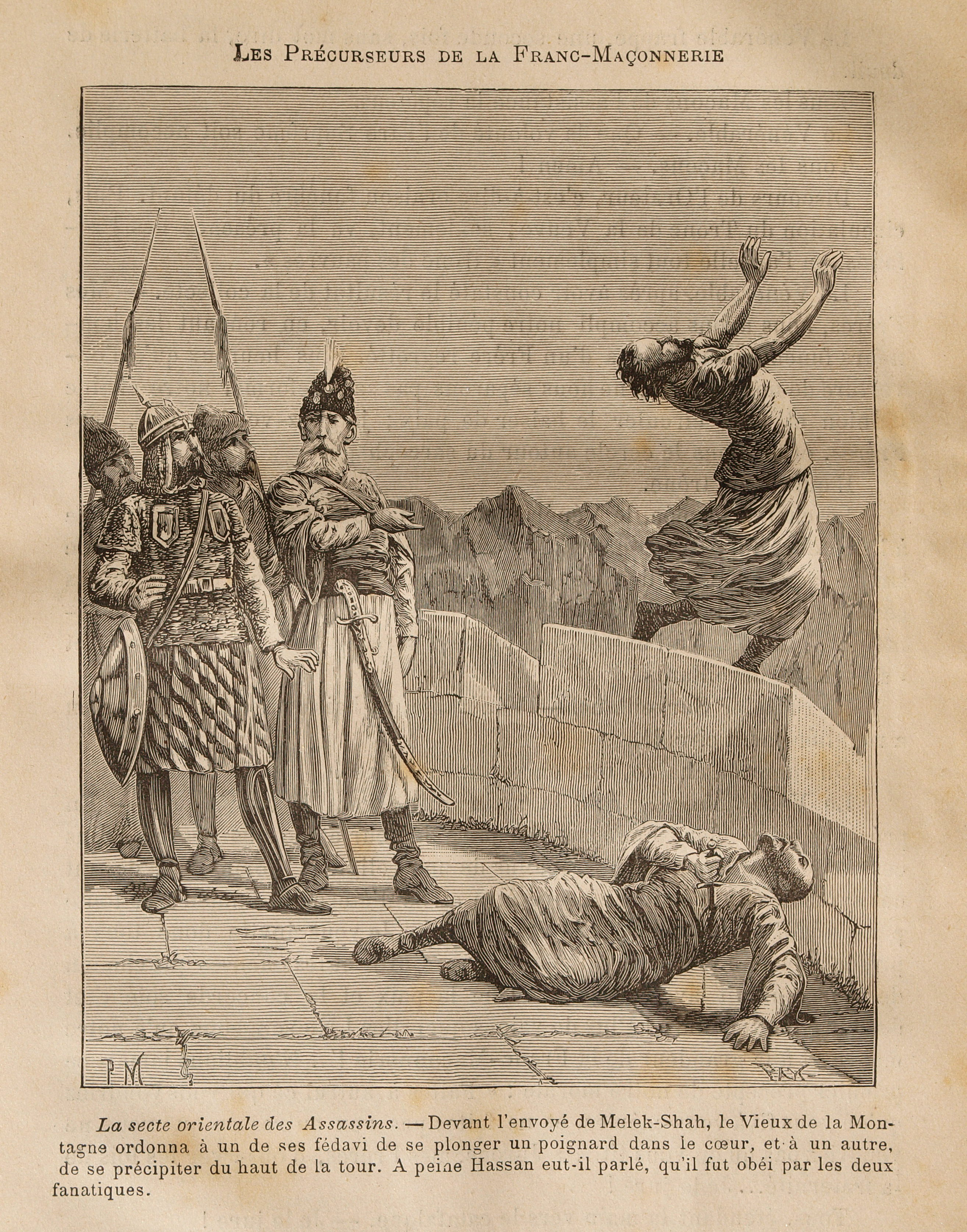
L'inspiration du jeu vient de la secte Nizârite des assassins. Dans cette scène légendaire prenant place dans la forteresse d'Alamut, Hassan ibn al-Sabbah, vieux de la montagne, demande à ses fidèles de se suicider devant un envoyé du sultan, dessin de Pierre Méjanel

Les prémices de la série Assassin's Creed se trouvent dans le roman Alamut de Vladimir Bartol,. Ce roman relate une des légendes entourant la forteresse d'Alamut en actuel Iran, prise en 1090 par Hassan ibn al-Sabbah pour servir de base aux Nizârites, une communauté chiite ismaélienne, nommée aussi « secte des Assassins » ; ceux-ci auraient d'ailleurs essayé de négocier avec l'Ordre du Temple.
Avant de sortir sur les consoles de la septième génération, le jeu, développé par une petite équipe de Ubisoft Montréal, devait sortir sur PlayStation 2. Il devait fonctionner sur le moteur Jade Engine, développé pour Beyond Good and Evil. Ce projet fut finalement abandonné.

### Concepteurs clés
- Jade Raymond (productrice d’Assassin's Creed et productrice exécutive d’Assassin's Creed II)
- Patrice Désilets (directeur créatif d’Assassin's Creed et Assassin's Creed II)
- Corey May (scénariste d’Assassin's Creed, Assassin's Creed II, et Assassin's Creed III)

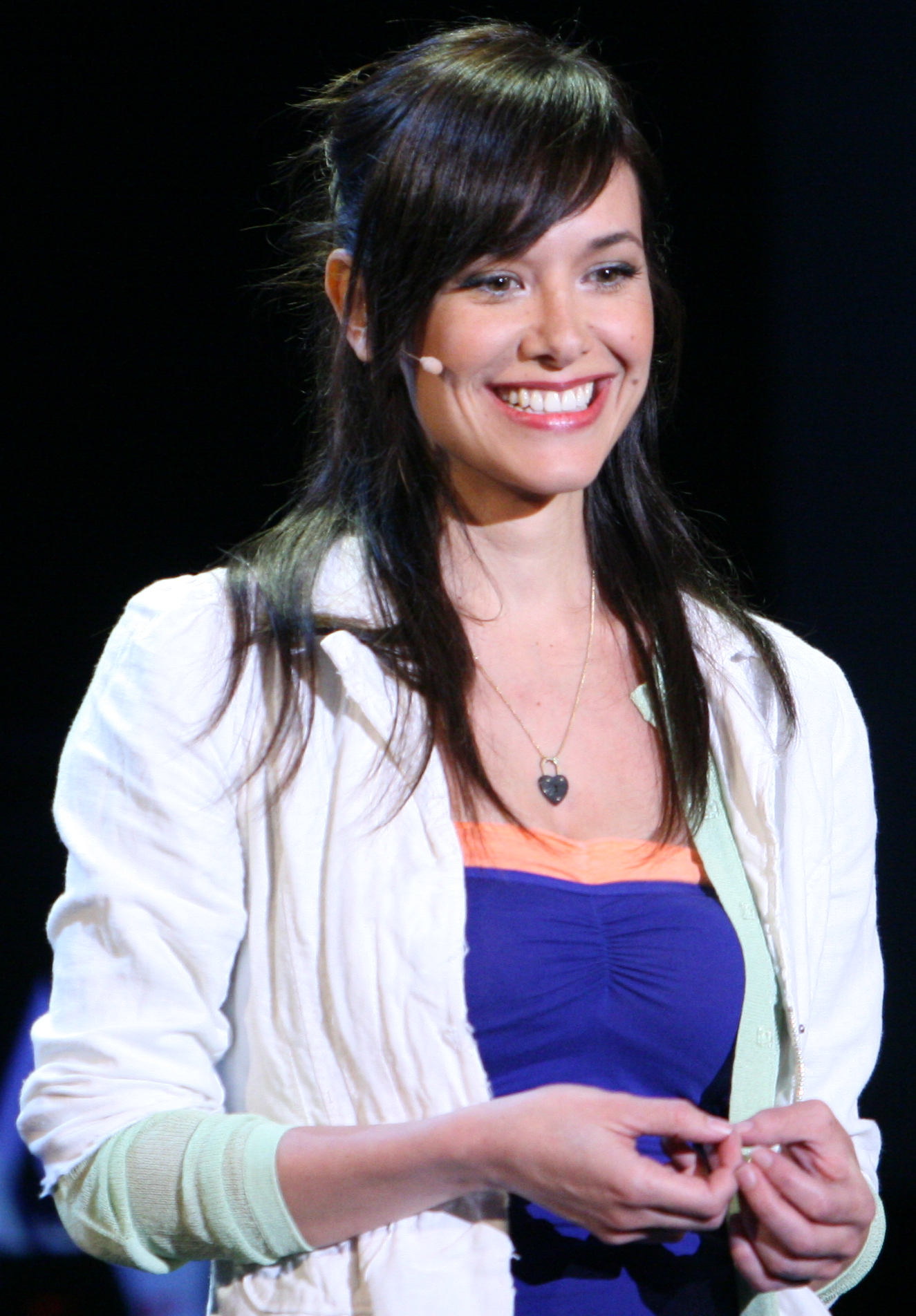
Jade Raymond
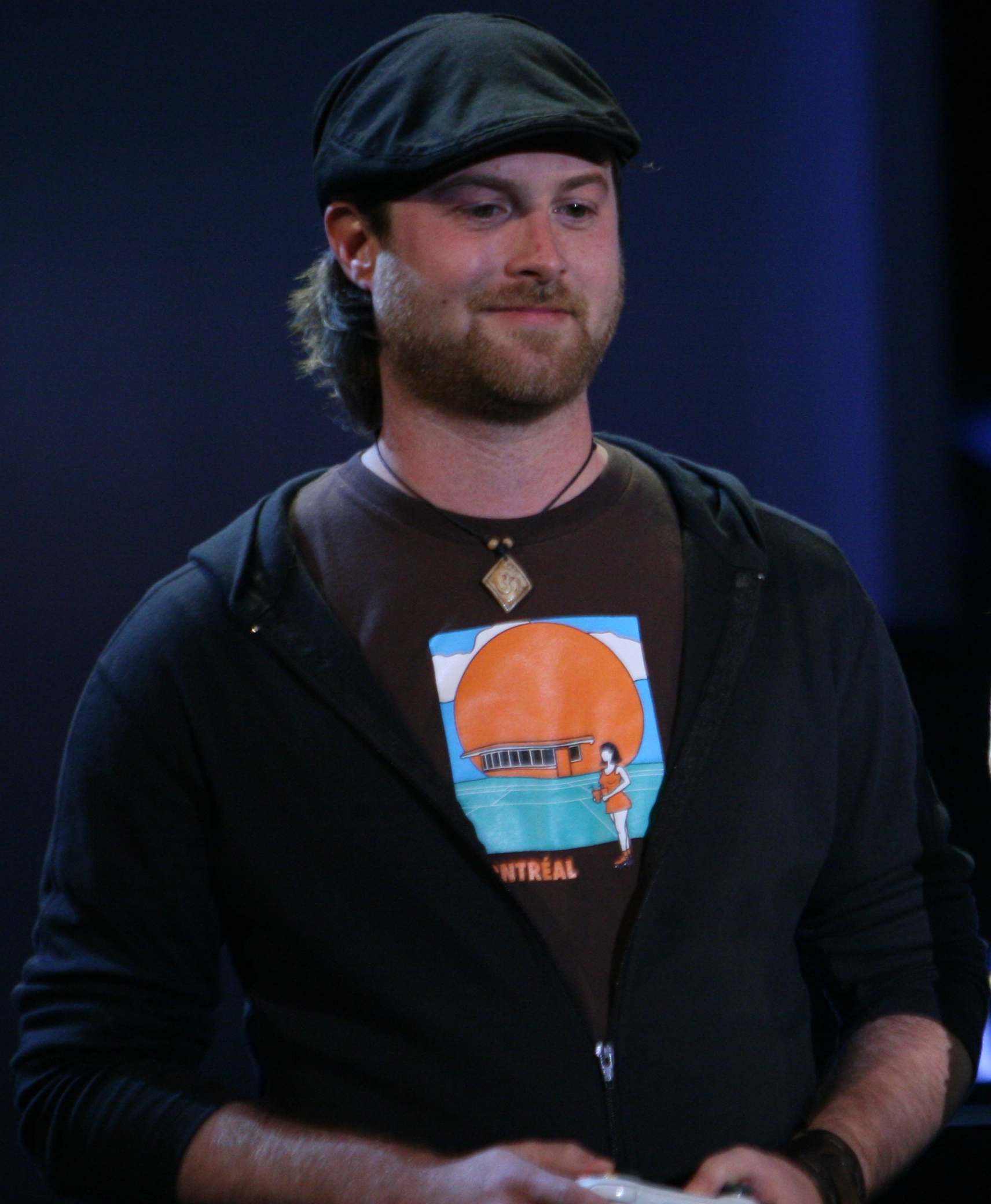
Patrice Désilets
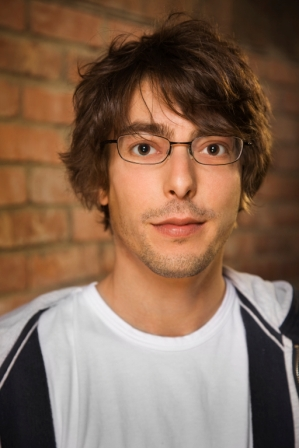
Corey May

### Développements futurs
Assassin's Creed est devenue une licence phare pour Ubisoft. Jean-François Boivin de Ubisoft a déclaré que le principe était que chaque titre numéroté présente un nouveau protagoniste et un nouveau contexte[réf. nécessaire]. Patrice Désilets, ancien directeur créatif de la série, a dit que la série a toujours été pensée comme une trilogie. Alexandre Amancio, directeur créatif du jeu Assassin's Creed: Revelations a annoncé que si le jeu Assassin's Creed III est susceptible de conclure l'histoire impliquant Desmond, le personnage étant le fil rouge de tous les jeux parus jusqu'ici, cela ne signifiera pas nécessairement la fin de la série. Lorsque Assassin's Creed reviendra, elle sera de retour avec un nouveau personnage central. Amancio dit qu'il y a « de nombreux cycles au sein de la marque… c'est le point central. L'Histoire est notre terrain de jeu. »
Amancio mentionne que les cycles de développement chez Ubisoft Montréal aussi sont changeants, de telle sorte que pour le prochain Assassin's Creed, les équipes auront un temps de développement supplémentaire, et sans un calendrier prévoyant une sortie annuelle.
Le 28 février 2013, Jade Raymond annonce que le studio Ubisoft Toronto est en cours de développement avec le studio principal de la série, Ubisoft Montréal, d'un Assassin's Creed qui sortirai en 2014.
Le 14 juin 2013, Yves Guillemot annonce qu'il y a trois nouveaux Assassin's Creed en développement. Il dit que cela permet aux équipes de se relayer chaque année pour avancer dans la durée et pour ajouter des innovations dans chaque opus. Une carte des États-Unis a fuité, où on pouvait voir des symboles d'Assassin à l'Est en relation avec Assassin's Creed III, d'autres pour Assassin's Creed IV: Black Flag au sud dans les Caraïbes, puis à l'Ouest. Cependant, aucun Assassin's Creed ne s'est déroulé là-bas.
Dans Assassin's Creed IV: Black Flag, la partie du présent chez Abstergo Entertainment contient de nombreux contenus à dévoiler, d'après Darby McDevitt, producteur exécutif de Black Flag, notamment une série d'emails entre les employés d'Abstergo et leurs supérieurs, autant d'indices sur les prochains lieux et périodes de l'Histoire à explorer plus tard, et qui donnent au joueur des indications sur les prochains opus de la série.
Le 28 janvier 2014, Darby McDevitt, scénariste et directeur créatif de Assassin's Creed IV: Black Flag mais aussi d'Assassin's Creed: Revelations annonce, contrairement à ce qu'avait déclaré son confrère Ashraf Ismail quelques mois plus tôt, qu'Ubisoft n'a pas prévu la fin de la franchise, ce dernier expliquant que la série pourrait bien être infinie et que son collègue avait mal interprété ce qu'il pensait dire. Il expliqua aussi que les « supposés » indices glissés dans Black Flag concernant les possibles futures directions que prendrait la série, sont juste un condensé d'idées venant des joueurs, pas forcément celui décidé par Ubisoft. Pour finir, il accentua la notion de « vouloir toujours surprendre ».

## Système de jeu
Alors que le jeu est introduit par le protagoniste des premiers titres Desmond Miles, l'essentiel du gameplay est situé dans les souvenirs génétiques du personnage que le joueur contrôle à travers ses ancêtres Altaïr, Ezio, Connor ou Edward passant par l'Animus. Ce postulat fournit une interface diégètique au joueur, permettant de visualiser la santé des personnages, leur équipement, leurs objectifs et de nombreux autres éléments. L'Animus est un système permettant, à l'aide de capteurs, de décoder la « mémoire génétique » de Desmond, partant du principe que la vie et les expériences de ses ancêtres peuvent être retracées à travers son ADN. Afin de remonter correctement le fil de ces souvenirs, le joueur doit contrôler l'Assassin pour maintenir la synchronisation entre Desmond et ses ancêtres. En réussissant des objectifs, il verrouille la synchronisation et permet d'avancer dans la quête générale. En accomplissant des actions allant à l'encontre des préceptes des Assassins ou en mourant dans le jeu, la synchronisation est brisée, obligeant le joueur à recommencer au dernier point de sauvegarde.
Ce système de jeu (l'Animus) permet aux développeurs de justifier l'interface de jeu habituellement présentes dans les jeux vidéo : santé, armes, mini-carte ou carte générale, indications visuelles sur les ennemis, rechargement au dernier checkpoint, etc. Par l'Animus, le joueur peut recommencer les missions déjà complétées, afin d'améliorer la synchronisation (à partir de l'épisode Brotherhood) en atteignant l'objectif selon une manière spécifique établie par les concepteurs (utiliser telle ou telle arme pour l'assassinat, ou ne tuer que la cible, etc.). Cela permet plusieurs niveaux de difficulté – et donc de rejouabilité.
La série est présentée comme un jeu d'action-aventure à la troisième personne dans un monde ouvert (open world). La marque de fabrique d’Assassin's Creed est son intérêt pour la vitesse et le parkour, proposant un mode « course libre » où le joueur peut à loisir explorer des cartes particulièrement étendues et grimper aux monuments qui l'entourent.
Le jeu utilise une structure de missions pour le déroulement de la trame générale, assignant souvent au joueur de commettre un assassinat d'un chef de file ennemi ou de remplir une mission d'infiltration. De nombreuses missions secondaires sont disponibles, comme la cartographie des villes depuis un point élevé (clocher, minaret, arbre, etc.) de la carte appelé "point d'observation", suivi d'un « saut de la foi » (ou "saut de l'ange" comme il est appelé dans le troisième épisode) dans une botte de foin plusieurs mètres plus bas. Les quêtes annexes concernent aussi, entre autres, le rassemblement de divers items (drapeaux, coffres au trésor, plumes, etc.), l'exploration de ruines à la recherche d'une relique, la reconstruction des villes ou la fondation d'une confrérie d'Assassins etc.
De temps à autre, le joueur contrôle directement Desmond, qui a acquis certaines techniques d'assassinat via l'Animus ("effet de transfert"), ainsi que l'héritage génétique de la « vision d'aigle » qui sépare les alliés des ennemis en illuminant les personnages de différentes couleurs (ce procédé est identique à celui développé dans plusieurs jeux vidéo, comme la « vue magnétique » dans Splinter Cell: Conviction ou l' « instinct » dans Hitman: Absolution).
Le jeu utilise les concepts de profil « actif » vs. « passif ». Le mode passif correspond globalement à l'action de marcher dans les rues ; le mode actif à celle de courir, d'escalader, de sauter d'un toit à l'autre. Le mode actif attire l'attention des gardes et, lorsqu'ils sont alertés, le joueur doit soit les combattre soit disparaître de leur champ de vision et se cacher. Le système de combat autorise un grand nombre d'armes différentes, associés à une gestion de l'armure et permet une combinaison de mouvements ; l'atout particulier est la « lame secrète », l'apanage de l'ordre des Assassins permettant de se débarrasser discrètement des ennemis.
Le système de l'Animus permet par ailleurs d'intégrer dans le jeu une base de données récapitulant les personnages rencontrés ou les lieux visités, et surtout d'explorer leur réalité historique.

## Trame générale

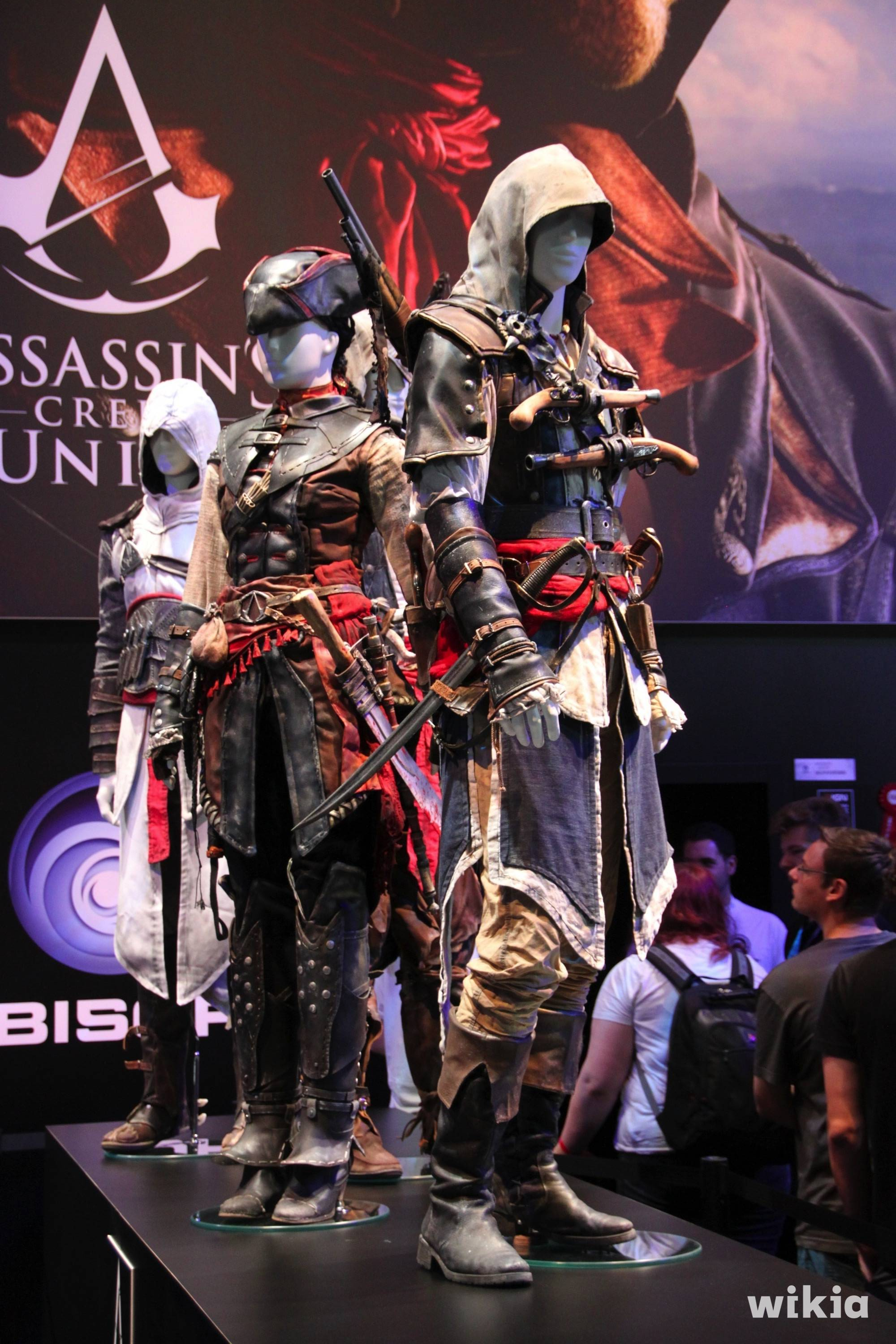
Costumes semblables à ceux visibles dans différents épisodes de la série, lors de la gamescom 2014.

La trame de fond des premiers jeux Assassin's Creed situe l'action en 2012 et présente Desmond Miles, un barman qui descend d'une longue lignée d'Assassins. Dans le premier épisode, il est enlevé par la multinationale Abstergo Industries, une corporation pharmaceutique qui cache l'ordre moderne des Templiers, et forcé d'utiliser l'« Animus », une machine qui permet de décoder les mémoires génétiques de son utilisateur stockées dans son ADN, offrant la possibilité de revivre les souvenirs de ses ancêtres sous forme de réalité virtuelle. Abstergo ignore que Desmond cherche à fuir son ascendance, car il a fui jeune sa destinée prévue, qui était de devenir lui-même un Assassin. Abstergo cherche à localiser plusieurs artefacts, appelées « Fragments d'Éden », façonnés par une race de précurseurs (désignés le plus souvent par « ceux qui étaient là avant », ou encore « Première Civilisation », représentés dans les jeux par Junon, Minerve et Tinia) ayant vécu sur Terre des milliers d'années auparavant, avant qu'un cataclysme ne décime leur race. Très puissants, ces artefacts sont capables d'asservir les hommes et de manipuler leurs esprits. Desmond est par la suite sauvé par une escouade d'Assassins modernes et conduit en lieu sûr afin de s'emparer desdits artefacts avant Abstergo.
À l'intérieur de l'Animus, Desmond revit les souvenirs de plusieurs de ces ancêtres : Altaïr ibn-La'Ahad, un Assassin vivant au temps des Croisades ; Ezio Auditore da Firenze, un Assassin en Italie entre la fin du XVe et le début du XVIe siècle, en pleine Renaissance ; Connor (Ratonhnhaké:ton), un Assassin britannique et mohawk cherchant à protéger sa tribu pendant la révolution américaine ainsi qu'Edward Kenway (bien que ce ne soit pas Desmond lui-même qui revive ses souvenirs, mais il fait partie de ses ancêtres), un pirate impétueux en quête d'or et d'aventures dans les années 1715. La quête d'Altaïr permet de retrouver une carte, via ses mémoires, de l'emplacement des « Pommes d'Éden » ; l'histoire d'Ezio de découvrir l'emplacement de trois « Fragments d'Éden », comme « le Bâton », la pomme de Chypre et celle de Masyaf ; Connor est à la recherche d'un médaillon, dernière clé menant au Temple et Edward cherche le moyen d'accéder à l'Observatoire, une machine permettant de localiser quiconque sur Terre grâce à une goutte de son sang.
À travers ces événements, Desmond découvre des allusions à la prophétie de fin du monde en 2012 par un ancien sujet de l'Animus (Clay Kaczmarek, plus souvent appelé "16" ou "Sujet 16"), ainsi que des formes holographiques de "Ceux Qui Étaient Là Avant". Ils s'adressent directement à Desmond à travers Ezio ou Connor, faisant de ces derniers les porteurs d'un message qui ne leur est pas destiné et dont les interrogations trouveront une réponse des siècles plus tard par Desmond. Le message concerne une catastrophe imminente pouvant causer la fin de l'humanité (semblable à celle qui a déjà causé l'anéantissement de la Première Civilisation), que Desmond est seul à pouvoir arrêter. Il se sacrifie pour sauver la Terre mais son geste libérera l'esprit de Junon.
Abstergo récupère des fragments d'ADN de Desmond qui permettent d'utiliser plus facilement la technologie de l'Animus et la testent sur des personnes en leur présentant le dispositif Helix comme une innovation dans le domaine du jeu vidéo, plus immersive. Une personne va ainsi explorer les souvenirs d'Edward Kenway pendant l'âge d'or de la piraterie, d'Arno Dorian en pleine Révolution française, et des jumeaux Jacob et Evie Frye dans un Londres en plein changement de la révolution industrielle, montrant alors que Junon combat Abstergo pour prendre le contrôle de la société.
Une deuxième trilogie suit Layla Hassan, une membre d'Abstergo renégate qui utilise une version portative de l'Animus pour explorer les origines de la Confrérie des Assassins. Elle va ainsi fouiller le passé de Bayek de Siwa, un medjaÿ de l'Egypte antique, et découvrir les signes d'une nouvelle catastrophe à venir. En s'alliant avec les Assassins, elle va continuer ses recherches vers le site de l'Atlantide et le bâton d'Hermès Trismégiste à travers les souvenirs de la misthios Kassandra dans une Grèce en guerre entre Athènes et Sparte. Une fois l'artefact récupéré, elle cherchera la source d'un signal qui la mène vers la tombe d'Eivor, un guerrier viking enterré en Nouvelle Angleterre, alors que le champ magnétique terrestre s'est renforcé inexplicablement et menace l'équilibre de la planète.

## Liste des jeux
| Année de sortie  | Titre                                 | Période historique                                                                                           | Plateformes                                                                                            |
| Série principale | Série principale                      | Série principale                                                                                             | Série principale                                                                                       |
| ---------------- | ------------------------------------- | --- | --- |
| 2007             | Assassin's Creed                      | Troisième croisade (XIIe siècle)                                                                             | PlayStation 3, Xbox 360, Microsoft Windows, MacOS                                                      |
| 2009             | Assassin's Creed II                   | Renaissance italienne (XVe siècle)                                                                           | PlayStation 3, PlayStation 4, Xbox 360, Xbox One, Microsoft Windows, MacOS, Nintendo Switch            |
| 2010             | Assassin's Creed Brotherhood          | Renaissance italienne (XVe siècle)                                                                           | PlayStation 3, PlayStation 4, Xbox 360, Xbox One, Microsoft Windows, MacOS, Nintendo Switch            |
| 2011             | Assassin's Creed Revelations          | Renaissance italienne (XVe siècle)                                                                           | PlayStation 3, PlayStation 4, Xbox 360, Xbox One, Microsoft Windows, Nintendo Switch                   |
| 2012             | Assassin's Creed III                  | Révolution américaine (XVIIIe siècle)                                                                        | PlayStation 3, PlayStation 4, Xbox 360, Xbox One, Microsoft Windows, Nintendo Switch, Wii U            |
| 2013             | Assassin's Creed IV Black Flag        | Âge d'or de la piraterie (XVIIIe siècle)                                                                     | PlayStation 3, PlayStation 4, Xbox 360, Xbox One, Microsoft Windows, Nintendo Switch, Wii U            |
| 2014             | Assassin's Creed Rogue                | Guerre de Sept Ans (XVIIIe siècle)                                                                           | PlayStation 3, PlayStation 4, Xbox 360, Xbox One, Microsoft Windows, Nintendo Switch                   |
| 2014             | Assassin's Creed Unity                | Révolution française (XVIIIe siècle)                                                                         | PlayStation 4, Xbox One, Microsoft Windows                                                             |
| 2015             | Assassin's Creed Syndicate            | Révolution industrielle (XIXe siècle)                                                                        | PlayStation 4, Xbox One, Microsoft Windows                                                             |
| 2017             | Assassin's Creed Origins              | Égypte antique (Ier siècle av. J.-C.)                                                                        | PlayStation 4, Xbox One, Microsoft Windows                                                             |
| 2018             | Assassin's Creed Odyssey              | Grèce antique (Ve siècle av. J.-C.)                                                                          | PlayStation 4, Xbox One, Microsoft Windows                                                             |
| 2020             | Assassin's Creed Valhalla             | Âge des Vikings (IXe siècle)                                                                                 | Microsoft Windows, PlayStation 4, Xbox One, PlayStation 5, Xbox Series                                 |
| 2023             | Assassin's Creed Mirage               | Âge d’or de l’islam (IXe siècle)                                                                             | Microsoft Windows, PlayStation 4, Xbox One, PlayStation 5, Xbox Series, IOS                            |
| 2025             | Assassin's Creed Shadows              | Époque Sengoku (XVIe siècle)                                                                                 | Microsoft Windows, PlayStation 5, Xbox Series, MacOS                                                   |
| Série dérivée    |                                       | | |
| 2008             | Assassin's Creed: Altaïr's Chronicles | Troisième croisade (XIIe siècle)                                                                             | Nintendo DS, Windows Phone, IOS, Android                                                               |
| 2009             | Assassin's Creed: Bloodlines          | Troisième croisade (XIIe siècle)                                                                             | PlayStation Portable, PlayStation Vita                                                                 |
| 2009             | Assassin's Creed II: Discovery        | Renaissance italienne (XVe siècle)                                                                           | Nintendo DS, IOS                                                                                       |
| 2012             | Assassin's Creed III: Liberation      | Révolution américaine (XVIIIe siècle)                                                                        | PlayStation 3, PlayStation 4, Xbox 360, Xbox One, Microsoft Windows, Nintendo Switch, PlayStation Vita |
| 2013             | Assassin's Creed Pirates              | Âge d'or de la piraterie (XVIIIe siècle)                                                                     | IOS, Android                                                                                           |
| 2014             | Assassin's Creed Freedom Cry          | Âge d'or de la piraterie (XVIIIe siècle)                                                                     | Microsoft Windows, Xbox 360, Xbox One, PlayStation 3, PlayStation 4, Nintendo Switch                   |
| 2015             | Assassin's Creed Chronicles: China    | Chine impériale (XVIe siècle)                                                                                | Microsoft Windows, PlayStation 4, Xbox One, PlayStation Vita                                           |
| 2016             | Assassin's Creed Chronicles: India    | Empire Sikh (XIXe siècle)                                                                                    | Microsoft Windows, PlayStation 4, Xbox One, PlayStation Vita                                           |
| 2016             | Assassin's Creed Identity             | Renaissance italienne (XVe siècle)                                                                           | IOS, Android                                                                                           |
| 2016             | Assassin's Creed Chronicles: Russia   | Révolution d'Octobre (XXe siècle)                                                                            | Microsoft Windows, PlayStation 4, Xbox One, PlayStation Vita                                           |
| 2018             | Assassin's Creed Rebellion            | Inquisition espagnole (XVe siècle)                                                                           | IOS, Android                                                                                           |
| 2023             | Assassin's Creed Nexus                | Grèce antique (Ve siècle av. J.-C.) Renaissance italienne (XVe siècle) Révolution américaine (XVIIIe siècle) | Meta Quest 2, Meta Quest Pro, Meta Quest 3                                                             |

### Série principale

#### Assassin's Creed
Desmond est un barman qui est capturé par des hommes de la multinationale Abstergo. Il est contraint sous la menace d'utiliser une machine appelée Animus pour explorer sa mémoire génétique et revivre les souvenirs de ses ancêtres ; Desmond préfère coopérer.
Altaïr, son ancêtre, est un Assassin tombé en disgrâce pour ne pas avoir respecté les trois règles du Credo de sa caste. Son maître, Al Mualim, lui offre néanmoins la chance de se racheter en lui confiant les noms de neuf hommes à tuer. Altaïr accepte à contrecœur et part traquer ces hommes. Il réalise au fur et à mesure que ces hommes ont quelque chose en commun. En pourchassant sa dernière cible, Robert de Sablé, Altaïr tombe dans un piège et doit se rendre auprès du roi Richard Ier d'Angleterre, chef de l'armée des Croisés, pour trouver sa cible. Altaïr informe Richard que Robert complote pour trahir son roi et le tuer, s'ensuit un duel entre le Croisé et l'Assassin que ce dernier remporte. Dans son dernier souffle, Robert révèle qu'il y a un dixième homme qui recherchait le Fragment d'Éden : Al Mualim, qui a utilisé Altaïr pour accaparer le Fragment. De retour à la Forteresse de Masyaf (Syrie), Altaïr se fraye un chemin entre les habitants sous le contrôle du Fragment pour retrouver et tuer son mentor. C'est là que les souvenirs d'Altaïr montrent ce que recherchaient les hommes d'Abstergo, à savoir la localisation des vingt-huit fragments d'Éden dans le monde.
De retour en 2012, Abstergo décide d'organiser la récupération des Fragments. Desmond ne semblant plus utile, ils ordonnent de tuer Desmond. Lucy Stillman, une employée d'Abstergo est en réalité un Assassin infiltré, parvenant à les convaincre de le garder en vie jusqu'à ce qu'ils aient récupéré les Fragments. Desmond est donc laissé seul en vie dans la salle de l'Animus, où il découvre qu'il a acquis l'une des facultés de son ancêtre, la Vision d'Aigle, qui lui montre des symboles dessinés partout dans la pièce avec du sang, faisant référence à la fin du monde dans différentes cultures et langues.

#### Assassin's Creed II
Lucy revient pour faire évader Desmond des locaux d'Abstergo. Il est amené dans un repaire caché des Assassins où il rencontre de nouveaux alliés, Shaun et Rebecca, et où il va essayer une version mise à jour de l'Animus. Connaissant maintenant les enjeux, Desmond replonge de son plein gré dans l'Animus et explore les souvenirs d'Ezio Auditore da Firenze, un jeune noble né en 1459 à Florence en République florentine. De même qu'il a gagné la Vision d'Aigle d'Altaïr, Desmond espère ainsi assimiler les capacités d'Assassin de son aïeul par « effet de transfert » et devenir un Assassin complet.
Le père et les frères d'Ezio sont exécutés par Uberto Alberti, un notable corrompu par les Templiers. Ezio tue Uberto par vengeance, avant de fuir Florence avec sa mère et sa sœur pour la villa familiale à Monteriggioni. Là, il est formé par son oncle Mario à être un Assassin comme son père le fut. Ezio traque ensuite les Templiers à travers l'Italie et se retrouve impliqué dans la conjuration des Pazzi puis les complots autour du palais des Doges à Venise, tramés par les Templiers de son époque, avec à leur tête Rodrigo Borgia. Ezio fait également la rencontre d'un allié d'une aide précieuse, l'inventeur Leonardo da Vinci, qui décode les pages du Codex, un ouvrage cachant les mémoires d'Altaïr ainsi que des plans pour un équipement amélioré d'Assassin. Quand Ezio regarde les pages du Codex par la Vision d'Aigle, les trente pages montrent une carte cachée localisant les différents temples oubliés de « Ceux qui étaient là avant ». Il découvre ainsi les intentions de Borgia : retrouver la Pomme d'Eden, dissimulée à Chypre, afin d'ouvrir le temple situé dans les sous-sols du Vatican.
Durant son immersion, Desmond fait l'expérience d'étranges effets événements. Il découvre d'abord des glyphes laissés apparemment par le sujet précédent (celui qui a laissé les traces de sang chez Abstergo, parce qu'il a été rendu fou à force d'être plongé dans l'Animus) qui cachent plusieurs informations relatives aux complots des Templiers et à une fin du monde imminente. Il fait plus tard le rêve d'être à nouveau Altaïr, pourchassant Maria Thorpe, une femme Templier avec qui il a une relation amoureuse. Finalement, plusieurs années sont passées, ramenant l'intrigue en 1499 au Vatican, où Ezio va affronter Rodrigo Borgia, devenu depuis le pape Alexandre VI. Les souvenirs passés sous silence concernent la Bataille de Forlì et le Bûcher des Vanités.
Borgia est désormais Pape et a en sa possession le Bâton, un autre Fragment d'Eden. Persuadé d'être le Prophète décrit dans les pages du Codex, il tente de pénétrer dans le temple, mais Ezio le rejoint, le bat mais l'épargne, avant d'ouvrir la porte. Il y découvre un hologramme d'une femme, que l'Histoire a appelée Minerve, et qui serait d'une civilisation dont les membres auraient créé les humains. Minerve raconte qu'une catastrophe a failli détruire le monde en son temps et que ceci est sur le point de se reproduire. S'adressant directement à Desmond, elle lui confie la tâche d'empêcher le cataclysme, laissant Ezio dans l'incompréhension.
Desmond est alors sorti de l'Animus pour aider à repousser l'attaque d'Abstergo, avant d'organiser la fuite vers un autre lieu sûr. En attendant, Desmond décide de retourner dans l'Animus afin de rechercher d'autres indices.

#### Assassin's Creed Brotherhood
Assassin's Creed Brotherhood est le titre définitif de ce jeu initialement développé sous le nom « Épisodes ». Le jeu est sorti le 16 novembre 2010 aux États-Unis et le 19 en Europe. L'intrigue au sein de l'Animus se déroule immédiatement après la fin d'Assassin's Creed II, alors qu'Ezio quitte Rome pour retourner à Monteriggioni afin de rapporter ses découvertes et prendre du repos auprès de son amante, Caterina Sforza. Le lendemain, la ville est assiégée par Cesare Borgia. Ezio tente de repousser l'attaque mais est blessé. Il assiste à la mort de son oncle Mario, l'enlèvement de Caterina et le vol de la Pomme d'Éden. Ezio rejoint donc Rome où, épaulé par Niccolo Machiavelli et les Assassins de la ville, il va libérer la ville du joug des Borgia et récupérer la Pomme. Pour ce faire, il commence à recruter des hommes parmi les citoyens prêts à se battre et s'allie avec les différentes factions. À plusieurs occasions, Ezio tente même d'infiltrer le château Saint-Ange pour assassiner Rodrigo et Cesare Borgia, sans succès. Lors d'une dernière tentative, Ezio voit Cesare tuer son père en lui enfonçant une pomme empoisonnée dans la bouche, le fruit était destiné à Cesare. Après une poursuite dans le quartier du Vatican, Ezio parvient à récupérer la Pomme d'Éden et fuir. Grâce à l'artefact, il décime les troupes de Cesare, qui finit arrêté mais clame avant de partir qu'aucun homme ne peut le tuer et qu'il se libèrera de ses chaînes. En effet, Cesare s'évade et fuit en Espagne. Ezio le retrouve à Viana, où il le tue. Après cela, Desmond, Lucy, Rebecca et Shaun découvrent que la Pomme d'Éden a été dissimulée sous le Colisée. Au moment où Desmond s'empare de la Pomme, Junon prend le contrôle de son corps et le force à poignarder Lucy, puis le libère de son emprise. Lucy est grièvement blessée, Desmond est dans le coma.
Le contenu du DLC « La Disparition de Da Vinci » se déroule trois ans avant la fin de Brotherhood et s'achève dans l'un des cinq temples et donne les coordonnées GPS d'un lac à New York. Il annonce en avance que quelque chose a été caché dans un temple. Après la dernière séquence, Desmond, toujours dans le coma, entend cependant les voix de nouveaux assassins qui décident d'utiliser les indices découverts pour organiser une mission vers ce nouveau temple.
Ce titre est le premier de la série à proposer un mode multijoueur en ligne. Les joueurs deviennent des employés d'Abstergo qui, à travers l'Animus, revivent les souvenirs de Templiers de la Renaissance dans différents modes de jeu.

#### Assassin's Creed Revelations
Assassin's Creed Revelations est le quatrième volet officiel de la licence. Le jeu permet de contrôler les trois protagonistes de la série : Altaïr, Ezio et Desmond. Le jeu est sorti sur PlayStation 3 et Xbox 360 le 15 novembre 2011, puis le 29 novembre 2011 sur PC.
Desmond, toujours dans le coma depuis la fin de Brotherhood, a été placé dans un mode spécial de l'Animus : la Black Room (à l'opposé de la White Room vue jusqu'alors), où il va tenter de rassembler ses propres souvenirs disséminés dans la mémoire d'Ezio afin de reconstruire son esprit et sortir de l'Animus. Desmond, tout en se remémorant son propre passé, retrouve donc une nouvelle fois Ezio, parti en quête personnelle à Masyaf pour découvrir les secrets de la bibliothèque d'Altaïr, notamment les origines de l'ordre ainsi qu'une arme capable de donner l'avantage aux assassins ou aux templiers. Les clés de la pièce ont été dissimulées à travers Constantinople. À travers elles, Ezio va découvrir quelques souvenirs du maître Altaïr, révélant les événements qui l'ont poussé à abandonner la forteresse de Masyaf.
Outre sa quête personnelle, Ezio va se retrouver impliqué dans la formation des Assassins de Constantinople, aux prises avec les Byzantins qui luttent contre le pouvoir de l'empereur Bajazed II afin de le renverser. Avec le soutien du jeune prince Suleiman, Ezio va découvrir le complot fomenté contre le chef de l'Empire orchestré par Manuel Palaiologos, qui prépare une armée lourde dans les montagnes de la Cappadoce.
Le jeu introduit de nouveaux éléments, comme la lame-crochet, la fabrication de bombes à portée dissuasive, ou le Sens de l'Aigle, version améliorée de la Vision d'Aigle qui permet de prévoir les déplacements ennemis. Le recrutement d'Assassins a également été revu, de même que le mode multijoueur, qui permet d'en apprendre plus sur les origines du groupe Abstergo.

#### Assassin's Creed III
Assassin's Creed III est sorti en octobre 2012 sur PlayStation 3 et Xbox 360, et en novembre 2012 sur Wii U et Microsoft Windows. Une version remasterisée du jeu avec des visuels améliorés est sortie pour Windows, PlayStation 4 et Xbox One en mars 2019, et pour Nintendo Switch en mai 2019. Il s'agit du dernier jeu de la série à suivre Desmond, qui se rend au Temple Central de la Première Civilisation à New York, avec ses amis et son père, pour en utiliser la technologie afin d'empêcher l'éruption solaire de frapper la Terre dans moins d'un mois. Afin d'accéder à cette technologie, cependant, Desmond doit entreprendre plusieurs missions à travers le monde pour récupérer des « batteries » pour alimenter le temple, ainsi qu'une ancienne clé. Pour trouver cette dernière, Desmond utilise l'Animus pour revivre les souvenirs de deux de ses ancêtres qui étaient en possession de la clé à divers moments dans le temps : Haytham Kenway, un templier britannique du 18e siècle qui se rend dans les colonies américaines pour établir une forte présence templière sur le continent et retrouver le Temple Central ; et Ratonhnhaké:ton (plus tard connu sous le nom de Connor), le fils de Haytham, qui devient un Assassin pour se venger des Templiers qu'il blâme pour la destruction de son village et la mort de sa mère dans sa jeunesse. À cette fin, Connor s'implique plus tard dans la révolution américaine, aidant la cause des Patriotes en échange de leur aide pour traquer la faction des Templiers de Haytham, qui espèrent utiliser la révolution pour atteindre leurs propres objectifs.
Assassin's Creed III est structuré de la même manière que les jeux précédents, avec des missions se déroulant dans un monde ouvert basé sur Boston et New York coloniaux. Le jeu offre une vaste zone sauvage où le joueur peut chasser des animaux pour des matériaux, qui peuvent ensuite être utilisés pour construire des biens à échanger et à vendre dans toutes les colonies. Les batailles navales font également leurs débuts dans la série, dans lesquelles le joueur doit diriger un navire de guerre nommé l'Aquila dans des eaux dangereuses et effectuer des combats de navire à navire avec des canons et des canons montés. Le mode multijoueur des deux jeux précédents revient dans Assassin's Creed III avec de nouveaux modes de jeu, personnages et cartes inspirés de l'Amérique coloniale, mais cette fois aucun élément narratif majeur n'est inclus.

#### Assassin's Creed IV Black Flag
Assassin's Creed IV Black Flag est sorti en octobre 2013 sur PlayStation 3, Xbox 360 et Wii U, et en novembre 2013 sur PlayStation 4, Xbox One et Microsoft Windows. À la suite des événements d'Assassin's Creed III, au terme desquels Desmond s'est sacrifié pour sauver la Terre, Abstergo a récupéré des échantillons de son corps pour continuer à explorer les souvenirs de ses ancêtres. Le personnage du joueur est un employé anonyme d'Abstergo chargé d'analyser les souvenirs d'Edward Kenway, un célèbre pirate du 18e siècle et grand-père de Connor, apparemment pour rassembler du matériel pour un long métrage interactif alimenté par l'Animus. En réalité, Abstergo recherche l'Observatoire, une structure de la Première Civilisation qui permet à l'utilisateur de voir à travers les yeux d'un sujet pour le trouver n'importe où sur la planète. En tant qu'Edward, le joueur doit démêler un complot entre des Templiers de haut rang pour manipuler les empires britannique et espagnol afin de localiser le "Sage", identifié plus tard comme Bartholomew Roberts, qui est le seul homme qui peut les conduire à l'Observatoire.
Black Flag conserve de nombreux mécanismes de jeu d'Assassin's Creed III, y compris l'exploration et les combats basés sur des navires. Pour la première fois dans la série, l'exploration navale est une partie importante du jeu, les joueurs pouvant commander le navire d'Edward, le Jackdaw, et combattre des navires rivaux ou chasser des animaux marins. Le jeu comprend un vaste monde ouvert couvrant les Antilles, avec des joueurs capables d'explorer les villes de La Havane, Nassau et Kingston, ainsi que de nombreuses îles, forts et navires coulés. Un mode multijoueur est à nouveau inclus, bien qu'il soit entièrement terrestre.

#### Assassin's Creed Rogue
Assassin's Creed Rogue est le dernier jeu de la série à être développé pour la septième génération de consoles, sorti sur PlayStation 3 et Xbox 360 en novembre 2014 et sur Microsoft Windows en mars 2015. Une version remasterisée du jeu est sortie sur PlayStation 4 et Xbox One en mars 2018. De nos jours, les joueurs reprennent le rôle d'un employé anonyme d'Abstergo, chargé de rechercher les souvenirs de Shay Patrick Cormac, un ancien assassin du 18e siècle qui, pour des raisons inconnues d'Abstergo, a fait défection et a rejoint les Templiers. Au cours de son enquête, le joueur déclenche accidentellement un fichier de mémoire caché qui infecte les serveurs de l'Animus et doit compléter les souvenirs de Shay pour nettoyer les serveurs. Le récit principal se déroule pendant la guerre de Sept Ans et suit Shay, un apprenti Assassin talentueux mais insubordonné. Après avoir été témoin de l'hypocrisie des Assassins et de leur volonté de sacrifier des civils dans leur poursuite aveugle des Fragments d'Eden, Shay les trahit et rejoint l'Ordre des Templiers, aidant ses nouveaux alliés à traquer les membres de son ancienne Confrérie pour les empêcher de mettre encore en danger des vies innocentes. L'histoire de Shay se déroule entre les événements d'Assassin's Creed IV : Black Flag et d'Assassin's Creed III, et vise à « combler les lacunes » entre leurs récits respectifs, tout en ayant également « un lien crucial avec la saga Kenway » et à Assassin's Creed Unity. Plusieurs personnages majeurs de III et Black Flag font des apparitions dans le jeu, tels que Haytham Kenway, Achilles Davenport et Adéwalé.
En mars 2014, un nouveau jeu Assassin's Creed nommé Comet a été révélé être en développement pour la PlayStation 3 et la Xbox 360, qui devrait sortir plus tard cette année-là aux côtés de Unity. À la fin du mois, des sources supplémentaires indiquaient que Comet se déroulerait vers 1758 à New York et comporterait une navigation sur l'océan Atlantique. Le jeu serait une suite directe de Black Flag et serait le premier à présenter un templier comme protagoniste principal. Le 5 août, Ubisoft a officiellement annoncé le jeu sous le nom d'Assassin's Creed Rogue. Alors que le jeu réutilise de nombreux atouts de Black Flag, un certain nombre de nouveaux systèmes et armes ont été inclus, comme une carabine à air comprimée et des combats navals raffinés, et l'aspect multijoueur a été supprimé.

#### Assassin's Creed Unity
Assassin's Creed Unity est sorti en novembre 2014 (en même temps que Rogue) sur PlayStation 4, Xbox One, Microsoft Windows et Stadia. De nos jours, le personnage du joueur est un joueur d'Helix, un appareil de jeu alimenté par l'Animus produit par Abstergo, qui espère utiliser sa base de joueurs pour localiser plus de pièces d'Eden. Tout en jouant, le joueur est contacté par les Assassins des temps modernes et invité à les rejoindre en tant qu'Initié et à les aider à localiser le corps d'un Sage du 18e siècle. L'histoire principale se déroule à Paris pendant la Révolution française et suit l'assassin Arno Dorian alors qu'il tente de venger la mort de son père adoptif, assassiné par les Templiers. À la suite de cela, il découvre qu'un conflit interne existe entre les Templiers à la suite de la Révolution.
Le 19 mars 2014, des images du prochain jeu Assassin's Creed ont été divulguées, intitulé ou portant le nom de code Unity, montrant un nouvel assassin à Paris. Le 21 mars, Ubisoft a confirmé l'existence du jeu, en développement depuis plus de trois ans, en publiant des séquences de jeu pré-alpha. Le jeu propose des visuels améliorés par rapport à ses prédécesseurs et plusieurs nouveaux mécanismes de jeu, dont un mode coopératif à quatre joueurs, une première pour la série.

#### Assassin's Creed Syndicate
Assassin's Creed Syndicate est sorti en octobre 2015 sur PlayStation 4 et Xbox One, en novembre 2015 sur Microsoft Windows et en décembre 2020 sur Stadia. De nos jours, les joueurs contrôlent le même assassin que dans Assassin's Creed Unity, qui cette fois doit aider les Assassins à trouver un puissant artefact, le Suaire d'Eden, caché quelque part à Londres. L'histoire principale se déroule à Londres à l'époque victorienne et suit les assassins jumeaux Jacob et Evie Frye alors qu'ils naviguent dans les couloirs du crime organisé pour reprendre la ville au contrôle des Templiers et les empêcher de trouver le Suaire. Le récit comprend également des segments se déroulant dans un Londres déchiré par la guerre pendant la Première Guerre mondiale, qui suivent la petite-fille de Jacob, Lydia Frye, alors qu'elle combat des soldats allemands et des espions templiers et recherche un Sage.
En décembre 2014, des images et des informations ont été divulguées sur un nouveau jeu Assassin's Creed, intitulé ou portant le nom de code Victory, qui a ensuite été confirmé par Ubisoft. En mai 2015, Kotaku a révélé que Victory avait été renommé Syndicate. Le 12 mai 2015, le jeu a été officiellement annoncé par Ubisoft. Le jeu conserve la plupart des éléments de gameplay de Unity, tout en introduisant de nouveaux systèmes de déplacement, tels que des chariots et un grappin, et des mécanismes de combat raffinés. C'est le premier jeu de la série à présenter plusieurs protagonistes jouables. Le joueur peut basculer entre l'un et l'autre à tout moment.

#### Assassin's Creed Origins
Assassin's Creed Origins est un redémarrage en douceur de la franchise et est sorti en octobre 2017 pour PlayStation 4, Xbox One, Microsoft Windows et Stadia. Le jeu présente un nouveau protagoniste des temps modernes, Layla Hassan, et explore les origines de la Confrérie des Assassins et leur conflit avec l'Ordre des Templiers. L'histoire se déroule dans l'Égypte ancienne, vers la fin de la période ptolémaïque (49-44 av. J.-C.), et suit un Medjay nommé Bayek et sa femme Aya, dont le combat est de protéger leur peuple de l'Ordre des Anciens, précurseurs des Templiers. L'Ordre les conduit à créer la confrérie de "Ceux qu'on ne voit pas", précurseurs de la Confrérie des Assassins. Contrairement aux jeux précédents de la série, qui étaient plus orientés action-aventure, Origins présente fortement des mécanismes trouvés dans les jeux de rôle d'action, y compris un système de combat révisé "basé sur la hitbox".
En février 2016, Ubisoft a annoncé qu'il ne sortirait pas de nouveau jeu en 2016 afin de « prendre du recul et [réexaminer] la franchise Assassin's Creed... [et prendre] l'année pour faire évoluer les mécanismes du jeu et s'assurer de tenir la promesse d'Assassin's Creed en offrant des expériences de jeu uniques et mémorables ». Guillemot a déclaré qu'"Ubisoft a commencé à remettre en question les sorties annualisées avec la sortie d'Assassin's Creed Unity, et le fait qu'Assassin's Creed Syndicate avait « un lancement plus lent que prévu ». Guillemot a ajouté qu'« en s'éloignant des itérations annuelles de la franchise, cela donnera aux équipes plus de temps pour profiter des nouveaux moteurs et de la nouvelle technologie ». En mai 2017, Ubisoft a confirmé le développement de Assassin's Creed Origins, un mois plus tard, le cadre a été confirmé comme étant l'Égypte ptolémaïque.

#### Assassin's Creed Odyssey
Assassin's Creed Odyssey est sorti en octobre 2018 sur PlayStation 4, Xbox One, Microsoft Windows et Nintendo Switch et en novembre 2019 sur Stadia. Le récit moderne se poursuit à partir des événements d'Origins, alors que Layla, après avoir été recrutée parmi les Assassins, recherche l'Atlantide, qui abriterait un puissant artefact : le Bâton d'Hermès. L'histoire principale se déroule pendant la guerre du Péloponnèse entre Athènes et Sparte, à l'apogée de la Grèce classique. Les joueurs choisissent entre deux protagonistes jouables, Alexios et Kassandra, et se lancent dans une quête pour découvrir les mystères entourant leur famille, ainsi que pour saper une organisation proto-templière : le Culte de Kosmos.
Odyssey a été dévoilé en mai 2018 par une photo publiée par le site français Jeuxvideo.com. Il a été officiellement annoncé à l'E3 2018, avec une date de sortie donnée pour octobre 2018. Comme pour Origins, le jeu met davantage l'accent sur les éléments de jeu de rôle que les entrées précédentes de la série, et introduit des options de dialogue et des quêtes de branchement, ce qui peut entraîner des fins différentes.

#### Assassin's Creed Valhalla
Assassin's Creed Valhalla est sorti en novembre 2020 sur PlayStation 4, PlayStation 5, Xbox One, Xbox Series, Microsoft Windows, Stadia et Luna. Le jeu conclut l'arc de l'histoire moderne se concentrant sur Layla, qui doit trouver un temple de la Première Civilisation en Norvège pour restaurer le champ magnétique terrestre à sa bonne force, puisque le sacrifice de Desmond dans Assassin's Creed III n'a fait que retarder l'apocalypse. Le récit principal se déroule à la fin du IXe siècle, lors de l'expansion des Vikings dans les Îles Britanniques. Les joueurs contrôlent un raider viking personnalisable, Eivor Varinsdottir, qui est impliqué dans le conflit entre "Ceux qu'on ne voit pas" et l'Ordre des Anciens tout en tentant d'établir un nouveau clan viking en Angleterre.
Valhalla a été officiellement annoncé en avril 2020. Ubisoft Montréal a dirigé son développement avec quatorze autres studios Ubisoft. Le titre avait été divulgué plus tôt en avril 2019 sous le nom d'Assassin's Creed Kingdom. Comme ses prédécesseurs, Valhalla est un jeu de rôle axé sur le combat et l'exploration, bien qu'il ramène plusieurs éléments qui étaient absents dans Origins et Odyssey, comme la furtivité sociale et une base de vie personnalisable.

#### Assassin's Creed Mirage
Assassin's Creed Mirage est un jeu pour Microsoft Windows, PlayStation 4, PlayStation 5, Xbox One, Xbox Series et Luna, dont la sortie est prévue le 5 octobre 2023,. Situé à Bagdad pendant l'âge d'or islamique, il suivra le personnage Basim Ibn Ishaq, introduit dans Assassin's Creed Valhalla, et sa transition de voleur de rue à maître Assassin, quelques décennies avant les événements de Valhalla. Le jeu est également destiné à revenir aux racines de la série en se concentrant sur la furtivité, le parkour et les assassinats, et en supprimant les éléments de jeu de rôle largement présents dans les trois épisodes précédents.
Début 2022, il a été signalé qu'un nouveau jeu Assassin's Creed, intitulé ou portant le nom de code Rift, était en développement et devrait être lancé fin 2022 ou début 2023. Selon diverses fuites, le jeu était en premier lieu une extension pour Valhalla et était destiné à ressembler davantage aux jeux plus anciens de la série, avec un cadre plus petit et une plus grande concentration sur le gameplay furtif. Le jeu a été officiellement confirmé par Ubisoft, avec pour titre Assassin's Creed Mirage, le 1er septembre 2022, suivi d'une annonce complète lors de l'événement en ligne Ubisoft Forward le 10 septembre de la même année.

#### Assassin's Creed Shadows
Assassin's Creed Shadows, connu initialement sous le titre Assassin's Creed: Codename Red, a été annoncé à l'Ubisoft Forward de septembre 2022 comme le prochain jeu majeur d'Assassin's Creed, qui se déroulera pendant la période du Japon féodal. Marc-Alexis Côté, vice-président d'Ubisoft et producteur exécutif de la licence, a déclaré que le jeu permettra aux joueurs de vivre une « fantaisie shinobi très puissante ». Le titre est développé par Ubisoft Québec et sera le jeu de lancement de Assassin's Creed Infinity, un futur hub qui réunira différentes expériences de la franchise Assassin's Creed.

#### Assassin's Creed: Codename Hexe
Assassin's Creed: Codename Hexe a également été annoncé en septembre 2022 comme le prochain titre phare de la série après Codename Red, et le deuxième jeu à être inclus dans Infinity. Le développement est dirigé par Clint Hocking chez Ubisoft Montréal. Marc-Alexis Coté a décrit le titre comme « un type très différent de jeu Assassin's Creed ». Bien que peu de choses sur son cadre aient été montrées dans sa bande-annonce initiale, Bloomberg News a rapporté que le jeu se déroule en Europe centrale au XVIe siècle, à l'apogée du Saint-Empire romain germanique, et se concentrera sur les chasses aux sorcières et autres peurs paranormales.

### Jeux dérivés

#### Assassin's Creed III: Liberation
Assassin's Creed III : Liberation est un spin-off d'Assassin's Creed III, initialement sorti sur PlayStation Vita en octobre 2012. L'histoire se déroule avant et pendant les événements d'Assassin's Creed III, et suit Aveline de Grandpré, une créole de Louisiane originaire de La Nouvelle-Orléans, fille d'un père marchand français et d'une mère africaine. Aveline est recrutée dans la Confrérie des Assassins par un ancien esclave et lutte contre l'esclavage ainsi que contre les Templiers, qui complotent pour prendre le contrôle de la Louisiane après la fin de la guerre de Sept Ans. Aveline utilise une variété de nouvelles armes au combat, y compris une machette et une sarbacane pour les attaques à distance, et peut se déguiser pour tromper les ennemis, bien que certains déguisements limitent ses mouvements et ses capacités. L'ensemble du jeu est présenté comme un produit développé par la société Abstergo Entertainment, qui a fait beaucoup de censure en ce qui concerne le conflit Assassins-Templiers. À divers moments de sa partie, le joueur est contacté par le collectif de piratage Erudito, qui l'aide à annuler la censure du jeu pour connaître la véritable nature des événements décrits.
Un titre original d'Assassin's Creed pour la PlayStation Vita a été annoncé comme étant en développement lors de la Gamescom 2011 et comporterait une nouvelle histoire avec de nouveaux personnages. Le 4 juin 2012, à l'E3, Libération a été officiellement annoncée. Le 10 septembre 2013, il a été annoncé que le jeu serait réédité sous le nom de Assassin's Creed : Liberation HD pour PlayStation 3, Xbox 360 et Microsoft Windows via le PlayStation Network, Xbox Live Arcade et Steam, respectivement. En mars 2019, il a été annoncé qu'une version remasterisée de Liberation serait fournie avec Assassin's Creed III Remastered pour Microsoft Windows, PlayStation 4, Xbox One et la Nintendo Switch. Ubisoft a officiellement mis hors service Assassin's Creed: Liberation HD le 1er octobre 2022 sans qu'aucun exemplaire supplémentaire ne soit vendu en dehors de la version groupée Assassin's Creed III Remastered.

#### Assassin's Creed Freedom Cry
Assassin's Creed Freedom Cry a été initialement publié en tant que contenu téléchargeable pour la plupart des versions d'Assassin's Creed IV : Black Flag en décembre 2013. Une version autonome a été publiée en février 2014 pour Microsoft Windows, PlayStation 3 et PlayStation 4. Se déroulant treize ans après la fin de Black Flag, le jeu suit Adéwalé, un personnage secondaire majeur de Black Flag, qui a servi de quartier-maître au protagoniste Edward Kenway avant de rejoindre la Confrérie des Assassins vers la fin de l'histoire principale. Lors des événements de Freedom Cry, Adéwalé se retrouve naufragé dans la colonie française de Saint-Domingue (aujourd'hui Haïti), où il rencontre certaines des pratiques d'esclavage les plus brutales des Antilles. Étant lui-même un ancien esclave, Adéwalé abandonne temporairement son combat contre les Templiers et rejoint une rébellion marronne pour les aider à sauver les esclaves opprimés.
Initialement publié en tant que DLC pour Black Flag, le gameplay de Freedom Cry est pratiquement identique, bien qu'il comporte plusieurs nouveaux ajouts. Plus particulièrement, Adéwalé a la possibilité de sauver des esclaves en attaquant des plantations, en attaquant des navires négriers ou simplement en tuant leurs maîtres, chaque esclave libéré servant de ressource que le joueur peut accumuler afin de débloquer des améliorations. De plus, certains esclaves libérés finissent par rejoindre la rébellion marronne et peuvent devenir membres d'équipage à bord du navire d'Adéwalé, l'Experto Crede, ou aider le joueur à combattre ses ennemis.

#### Assassin's Creed Chronicles
Assassin's Creed Chronicles est une sous-série de trois jeux d'action et d'infiltration 2,5D sortis pour Microsoft Windows, PlayStation 4, PlayStation Vita et Xbox One.
- Le premier jeu, Assassin's Creed Chronicles: China, a été initialement publié dans le cadre du passe de saison d'Assassin's Creed Unity le 21 avril 2015, mais a ensuite été rendu disponible à l'achat séparément. Se déroulant après le court métrage Assassin's Creed: Embers, le jeu suit Shao Jun dans la Chine impériale de 1526 à 1532 (dynastie Ming), alors qu'elle combat le groupe de Templiers des Huit Tigres et tente de reconstruire la Confrérie des Assassins chinoise.
- Le deuxième jeu, Assassin's Creed Chronicles: India, est sorti le 12 janvier 2016. Il se déroule en Inde britannique en 1841, deux ans après les événements du roman graphique Assassin's Creed: Brahman. Le jeu suit Arbaaz Mir qui, tout en tentant de récupérer un artefact précurseur des Templiers, est pris dans une guerre entre l'Empire sikh et la Compagnie des Indes orientales et doit protéger ses amis et son amant.
- Le dernier jeu, Assassin's Creed Chronicles: Russia, est sorti le 9 février 2016. Il se déroule en Russie soviétique en 1918, au lendemain de la révolution d'Octobre, et comble le fossé entre la bande dessinée Assassin's Creed: The Fall et Assassin's Creed: The Chain. Le jeu suit Nikolai Orelov alors qu'il tente de protéger un artefact précurseur et la grande-duchesse Anastasia des templiers et des bolcheviks après avoir été témoin de l'exécution de la famille Romanov.

#### Assassin's Creed Nexus
Assassin's Creed Nexus est un jeu vidéo en réalité virtuelle prévu pour sortir en fin 2023 sur Meta Quest.

#### Assassin's Creed Jade
Assassin's Creed Jade est un titre à venir pour les appareils mobiles qui devrait présenter le même style de jeu en monde ouvert que les principaux jeux sur console et PC de la série, bien qu'à une échelle beaucoup plus petite. Le jeu se déroule dans la Chine ancienne, sous la dynastie Qin au IIIe siècle av. J.-C..

### Autres jeux

#### Assassin's Creed: Altaïr's Chronicles
Assassin's Creed: Altaïr's Chronicles est un jeu pour Nintendo DS, iOS et Symbian. Altaïr ibn La-Ahad, un assassin, est envoyé en mission par l'Ordre des Assassins pour s'emparer d'un Calice détenu par les Croisés et les Sarrasins. Altaïr part donc en quête de trois clés magiques avant de partir pour Jérusalem pour affronter le chef des Templiers, Basilisk. En arrivant, il découvre que le Calice n'est pas un objet mais une femme nommée Adha, qui révèle qu'il a été doublé par Harash, un assassin qui a trahi l'Ordre pour devenir un agent double des Templiers. Après avoir tué Harash et Basilisk, Altaïr tente de sauver Adha de ses ravisseurs mais arrive trop tard. Le jeu s'achève alors qu'Adha est détenue sur un bateau alors qu'Altaïr est en Chine.

#### Assassin's Creed: Bloodlines
Assassin's Creed: Bloodlines est un jeu pour PlayStation Portable. Altaïr est parti pour Chypre depuis la Terre Sainte afin d'assassiner les derniers membres des Templiers. Altaïr retrouve Maria avec qui il voyage pour tuer les derniers Templiers et en apprendre plus sur la « Pomme d'Eden » et la mystérieuse Archive des Templiers où d'autres artefacts seraient cachés. Altaïr parvient à tuer le nouveau Grand Maître Templier, Armand Bouchart, et ses serviteurs, mais le contenu de l'Archive a déjà été transporté ailleurs.

#### Assassin's Creed II: Discovery
Assassin's Creed II: Discovery est un jeu pour Nintendo DS et iOS. Après que Girolamo Savonarola lui eut dérobé la Pomme d’Éden, Ezio retrouve Antonio, un allié Assassin. Celui-ci est accompagné de Luis Santangel, qui lui demande de venir en aide à son ami Christoffa Corombo pris dans un piège des Templiers orchestré par Rodrigo Borgia. Ezio sauve Christoffa, et apprend que les Assassins basés en Espagne sont capturés et exécutés sur ordre de Tomas Torquemada. Ezio, sentant qu'il est de son devoir de sauver les Assassins, part pour l'Espagne combattre l'Inquisition espagnole. En chemin, Ezio apprend que Torquemada a reçu ses ordres de Rodrigo Borgia, qui l'a convaincu qu'il s'agissait là de la volonté de Dieu. Ezio découvre aussi que deux de ses proches compagnons d'armes, Luis Santangel et Raphael Sanchez, sont des Assassins eux-mêmes. Pendant la confrontation finale avec Torquemada, Ezio choisit de l'épargner car il ne le considère pas comme un Templier mais comme un homme manipulé par Borgia. Il quitte donc l'Espagne pour l'Italie et reprendre sa recherche de la Pomme d’Éden.

#### Assassin's Creed: Project Legacy
Assassin's Creed: Project Legacy est une application Facebook qui consiste en un jeu de rôle en solo, conçu comme un outil de promotion directement lié à Assassin's Creed: Brotherhood. Le jeu est en grande partie un jeu de rôle en texte, mais inclut des sons et quelques vidéos.
Les joueurs sont des sujets de test pour Abstergo Industries qui revivent la vie des ancêtres d'autres sujets de test par le DDS (Data Dump Scanner), un système alternatif à l'Animus. Ces ancêtres sont Assassins.
Le premier pack s'intitule « Guerres d'Italie », divisé en quatre chapitres. Le chapitre 1 se concentre sur Bartolomeo d'Alviano durant la bataille d'Agnadel. Le chapitre 2 montre Francesco Vecellio en mission pour tuer Niccolò di Pitigliano (cousin de Bartolomeo d'Alviano). Le chapitre 3 permet d'incarner Mario Auditore et de le voir protéger son fief de Monteriggioni. Le chapitre 4 révèle la liaison entre Perotto Calderon, un assassin, et sa cible, Lucrezia Borgia.
Le deuxième pack, « Rome », est disponible depuis le 16 novembre 2010. Le premier chapitre se déroule entre 1497 et 1503, et permet de suivre une ancienne courtisane, Fiora Cavazza, qui se retrouve impliquée dans le recrutement d'une armée pour les Borgia avant de les trahir. Le chapitre 2 raconte comment Giovanni Borgia a fui sa famille en 1503 pour finalement rejoindre les Assassins. Le chapitre 3 montre Francesco Vecellio pendant son entraînement d'Assassin sous la surveillance d'Ezio Auditore. Le chapitre 4 revient sur Giovanni Borgia, désormais Assassin aux côtés de Hernán Cortés en partance pour Tenochtitlan pour y trouver un « Fragment d'Éden », un Crâne de cristal. Giovanni le ramène à Bombastus pour étude, ce qui permet de découvrir la formule de la pierre philosophale.
Le premier chapitre du troisième pack, intitulé « Vacances », est sorti le 21 décembre 2010 sous le nom « Fantôme de Noël » ; d'autres missions sont annoncées pour sortir en 2011. Ce chapitre n'a pas d'époque fixe, situant des épisodes durant la trêve de Noël de la Première Guerre mondiale, la vérité sur le Beagle 2, le retour de Charles II en Angleterre et le Suaire de Turin.
Scénaristiquement, Project Legacy a été annulé à cause d'un piratage du système d'Abstergo par une personne ou un groupe qui se fait appeler Erudito.

#### Assassin's Creed Rearmed
Assassin's Creed Rearmed est un jeu vidéo multijoueur créé sur iOS et il est sorti le 21 octobre 2011. Il peut être téléchargé gratuitement et est le premier et le seul Assassin's Creed multijoueur dirigé par un système d'économie dans le jeu. Le but est d'assassiner une cible tout en évitant d'être tué par celui qui vous traque. Le joueur peut acheter des objets, des personnages et des capacités supplémentaires ainsi que combattre en équipe avec des joueurs partout dans le monde dans un mode multijoueur à 4 en ligne en temps réel. Les joueurs peuvent se connecter via le Game Centre par connexion Wi-Fi ou 3G. Il est également possible de jouer avec quelqu'un de proche par connexion Bluetooth. Les cartes jouables situent l'action à Antioche, Jérusalem, San Donato Milanese, Venise et Alhambra.

#### Assassin's Creed Recollection
Assassin's Creed Recollection est un jeu de société en temps réel développé pour iOS. Les joueurs s'affrontent dans des batailles politiques en temps réel avec des personnages de la franchise. Les joueurs peuvent débloquer une collection d'œuvres d'art de la série. Le jeu propose plus de 280 souvenirs, renouant avec les personnages de Assassin's Creed II et Assassin's Creed: Brotherhood. Le mode histoire solo offre plus de 10 heures de jeu, avec 20 missions se déroulant de Barcelone à Constantinople et 10 missions de défi. En mode Versus, les joueurs peuvent défier leurs amis et des personnes du monde entier, opposant leurs stratégies et leurs capacités.

#### Assassin's Creed Pirates
Assassin's Creed : Pirates est un jeu mobile sorti sur les appareils iOS et Android le 5 décembre 2013. Développé par Ubisoft Paris, le jeu suit le Capitaine Alonzo Batilla, qui n'est ni Assassin ni Templier, alors qu'il commande un navire et son équipage, tout en croisant la route des Assassins et des Templiers. Le gameplay se concentre sur des batailles en temps réel entre navires. Le titre est en 3D et présente à la fois du vent et une météo dynamique qui affectent la façon dont les joueurs doivent jouer.

#### Assassin's Creed Memories
Assassin's Creed Memories est un jeu mobile sorti sur les appareils iOS le 20 août 2014. Développé avec playNext et Gree, le jeu combine collection de cartes et combat, mais aussi poursuite de cible, avec des éléments de stratégie, ainsi que la possibilité d'accéder à du multijoueur compétitif. Les options multijoueurs supplémentaires permettent aux joueurs de rejoindre une guilde et de s'engager alors dans des combats de guilde à vingt contre vingt. Le jeu permet d'accéder à des mémoires de nombreuses périodes historiques différentes dont la Troisième Croisade, l'âge d'or de la piraterie, le Japon féodal et de l'Empire mongol mais aussi les autres périodes présentes dans la série principale (révolution américaine, renaissance italienne…).

#### Assassin's Creed Identity
Assassin's Creed Identity est un jeu pour appareils iOS et Android sorti dans le monde entier le 25 février 2016. Il s'agit d'un jeu vidéo de rôle à la troisième personne en 3D qui se déroule pendant les événements d'Assassin's Creed Brotherhood. Le jeu est d'abord sorti exclusivement en Australie et en Nouvelle-Zélande en 2014.

#### Assassin's Creed Rebellion
Assassin's Creed Rebellion est un jeu pour appareils iOS et Android qui est sorti dans le monde entier le 21 novembre 2018. Il s'agit d'un jeu vidéo de rôle stratégique et gratuit. Il suit les Assassins espagnols menés par Aguilar de Nerha pendant l'Inquisition espagnole à la fin du XVe siècle. Le jeu propose un large éventail de personnages de toute la franchise Assassin's Creed, ainsi que 30 nouveaux personnages créés exclusivement pour Rebellion.

### Compilations
- Assassin's Creed Anthology est une compilation collector, sur PS3, Xbox 360 et Windows, regroupant Assassin's Creed, II, Brotherhood, Revelations et III avec tous les contenus téléchargeables disponibles. Elle propose également cinq lithographies inédites, un boîtier collector et steelbook exclusif.
- Assassin's Creed Heritage Collection est une compilation, sur PS3, Xbox 360 et Windows, regroupant Assassin's Creed, II, Brotherhood, Revelations et III.
- Assassin's Creed : La Saga Américaine est une compilation sur PS3, Xbox 360 et Windows, regroupant Assassin's Creed III, Liberation et Black Flag
- Assassin's Creed: The Ezio Collection est une compilation sur PS4 et Xbox One, regroupant Assassin's Creed II, Brotherhood et Revelations tout en les remasterisant pour tirer profit de la puissance de la nouvelle génération de consoles.
- Assassin's Creed: The Rebel Collection est une compilation sur Nintendo Switch, regroupant Assassin's Creed IV: Black Flag et Assassin's Creed Rogue.

### Jeux annulés
- Assassin's Creed: Lost Legacy était un jeu d'action-aventure. Le jeu vidéo avait été annoncé à la conférence de l'E3 2010 comme un épisode de la série sur la nouvelle Nintendo 3DS. Lost Legacy devait narrer le voyage d'Ezio vers Masyaf. Cependant, les idées ont évolué pour donner le jeu Assassin's Creed: Revelations, et le jeu original prévu sur Nintendo 3DS a été officiellement annulé le 15 juillet 2011[20]. Cette annulation est due au fait que le scénario d’Assassin's Creed: Lost Legacy ressemblait trop à celui d’Assassin's Creed: Revelations, autre production d'Ubisoft sortie en novembre 2011.

- Assassin's Creed: Utopia est un jeu mobile annulé qui devait être disponible sur les appareils Android et iOS. L'histoire du jeu aurait conduit à Assassin's Creed III, bien qu'il n'y ait eu aucun lien en termes de gameplay. Utopia aurait eu lieu au XVIIe siècle, au début de la colonisation de l'Amérique du Nord. Le jeu se serait étalé sur 150 ans, pour aider les joueurs à "découvrir comment les Assassins ont influencé l'histoire et contribué à façonner les treize colonies d'origine de la nation". Le gameplay impliquait la construction d'une ville coloniale. Les Assassins de chaque colonie auraient affronté leurs ennemis dans des "batailles épiques à durée limitée", et les joueurs auraient pu opposer leur force à des amis dans des bagarres 3D asynchrones.

## Autres médias
Ubisoft a étendu la licence Assassin's Creed en la développant autour des jeux vidéo. Ceci inclut des livres, des bandes dessinées, des films et une série.

### Films
Avant la sortie d’Assassin's Creed III, Ubisoft Motion Pictures, en association avec Sony Pictures, a confirmé une adaptation cinématographique en 3D de la série,. Ubisoft annonce officiellement travailler avec les sociétés de production 20th Century Fox et New Regency pour faire le film, dont le personnage principal serait interprété par Michael Fassbender, également coproducteur,. S'ajoutent ensuite les noms de Justin Kurzel comme réalisateur et de l'actrice Marion Cotillard dans le rôle d'une alliée du héros. Tous trois se retrouvent ainsi dans un nouveau projet seulement quelques mois après Macbeth, qui les a réunis pour la première fois. Le tournage du film commence à l'automne 2015. Il sort en salles en décembre 2016, alors que la production de jeu de la série principale est mise en suspens.

#### Courts-métrages

##### Assassin's Creed: Lineage
Lineage est un moyen métrage de 36 minutes réalisé par Yves Simoneau servant de préquelle au jeu Assassin's Creed II. Le film, d'abord sorti en trois parties sur YouTube, marque la première incursion d'Ubisoft dans l'industrie du film. Il raconte comment Giovanni Auditore, le père d'Ezio, a enquêté sur demande de Lorenzo da Medici sur l'assassinat du duc de Milan Galeazzo Maria Sforza et a découvert la conspiration de Rodrigo Borgia.

##### Assassin's Creed: Ascendance
Ascendance est un court-métrage animé produit par UbiWorkshop et Ubisoft Montreal, sorti le 16 novembre 2010. Il fait le lien entre Assassin's Creed II et Assassin's Creed: Brotherhood, en racontant l'histoire de César Borgia et sa soif de pouvoir. Cet épisode est raconté à Ezio pendant les événements de Brotherhood par un homme capuchonné dont on apprend plus tard qu'il s'agit de Leonardo da Vinci.
Il est depuis disponible à l'achat sur Xbox Live, PlayStation Store et iTunes Store.

##### Assassin's Creed: Embers
Embers est un court-métrage animé créé par UbiWorkshop. Le film est inclus dans les éditions spéciales de Assassin's Creed: Revelations. UbiWorkShop a d'abord sorti un trailer le 21 juillet 2011, diffusé au Comic-Con 2011, où les développeurs l'ont décrit comme étant l'épilogue de l'histoire d'Ezio et que, bien qu'il puisse être vu à tout moment, ils préféraient le regarder après avoir fini Revelations afin de complètement comprendre la vie d'Ezio.
Le film raconte les derniers jours de la vie d'Ezio, ayant tourné le dos au monde des Assassins pour vivre avec sa femme et ses enfants en Italie, mais une femme assassin venant de Chine vient réclamer son aide.

### Séries
Une série d'animation a été commandée par Netflix et sera produite par Adi Shankar, le producteur de l'anime Castlevania.

### Bandes dessinées
Assassin's Creed: Graphic Novel
Dans l'édition limitée d’Assassin's Creed, un roman graphique de 8 pages était joint. Il contenait deux histoires concernant Altaïr Ibn-La'Ahad et Desmond Miles. Le roman a par la suite été distribué par EB Games en 2007 pour faire la promotion du jeu.
L'histoire sert de prélude au premier jeu et est racontée par les deux personnages. Elle raconte comment Desmond a fui Abstergo en 2012, ainsi qu'une des missions d'Altaïr. Au commencement, les deux personnages se présentent, Altaïr comme un chasseur, Desmond comme un prisonnier. Bien qu'ils se décrivent de façon totalement opposée, au bout du compte, ils se considèrent tous deux comme des assassins.
Assassin's Creed Vol. 1: Desmond
Une série de bandes dessinées adaptée de la licence est publiée depuis 2009. Tous les tomes ont été écrits par Éric Corbeyran et dessinés par Djillali Defali. Le premier tome est sorti le 13 novembre 2009, quelques jours avant Assassin's Creed II,. L'histoire prend place entre la fin d’Assassin's Creed et le début d’Assassin's Creed II, principalement du point de vue de Desmond. Elle raconte comment Lucy a aidé les Templiers à le capturer. On y retrouve également quelques passages de la vie du Sujet 16 (appelé Michael) et un assassin romain appelé Aquilus. Cependant, cette histoire n'est pas canonique, car elle dit que le sujet 16 est encore en vie, et ne fait pas mention de Shaun Hastings ou Rebecca.
Assassin's Creed Vol. 2: Aquilus
L'histoire commence par le jeune Desmond rêvant d'une conversation avec son père. Au réveil, il parle avec Lucy, qui lui présente Rebecca, Shaun et les autres assassins qui l'accompagnent vers Monteriggioni.
Pendant ce temps, Desmond revit les souvenirs d'Aquilus par l'Animus après sa mort apparente du premier tome. L'assassin romain est sauvé par son cousin Accipiter, qui lui confie la tâche de sauver Lugdunum. Il rencontre son père et découvre un artefact de Ceux-qui-étaient-là-avant : un Ânkh qui peut temporairement rendre la vie. L'objet est volé par un sénateur et templier, Vultur, qui tue le père d'Aquilus.
L'histoire à l'époque contemporaine reprend quand les Assassins tombent dans une embuscade d'Abstergo sur la route. Plus tard, il est révélé qu'il y a un traître dans le camion des Assassins, un problème que Desmond résout. Le groupe arrive finalement à Monteriggioni et à la fin, il est suggéré que l'ankh serait caché dans les murs de la ville.
Assassin's Creed Vol. 3: Accipiter
Accipiter est le troisième tome de cette série de romans graphiques. L'histoire se concentre à la fois sur Desmond et son compatriote Assassin Jonathan Hawk, alors qu'ils continuent de revivre les souvenirs de leurs ancêtres, Aquilus et son cousin Accipiter, respectivement. Il a été publié le 10 novembre 2011. Une version en anglais a été publiée le 30 octobre 2012.
Assassin's Creed Vol. 4: Hawk
Hawk est le quatrième tome de cette série de romans graphiques. Il est centré sur l'histoire de Jonathan Hawk et de son ancêtre égyptien Numa Al'Khamsin, membre des Assassins au XIVe siècle. Il a été publié le 16 novembre 2012. Une version en anglais est sortie le 12 novembre 2013 aux États-Unis et le 15 novembre 2013 au Royaume-Uni.
Assassin's Creed Vol. 5: El Cakr
El Cakr est le cinquième tome de cette série de romans graphiques. Il est centré sur l'histoire de Jonathan Hawk et de son ancêtre égyptien Numa Al'Khamsin, également connu sous le nom de "El Cakr". Il a été publié le 31 octobre 2013. Une version en anglais est sortie le 18 novembre 2014 aux États-Unis et le 21 novembre 2014 au Royaume-Uni.
Assassin's Creed Vol. 6: Leila
Leila est le sixième tome de cette série de romans graphiques. Il est centré sur l'histoire de Jonathan Hawk et de son ancêtre égyptien Numa Al'Khamsin, également connu sous le nom de "El Cakr". C'est le dernier épisode de la trilogie égyptienne. Il a été publié le 31 octobre 2014. Une version en anglais est sortie le 17 novembre 2015 aux États-Unis et le 20 novembre 2015 au Royaume-Uni.
Assassin's Creed: Conspiracies
Assassin's Creed: Conspiracies est une histoire en deux parties publiée en français par Les Deux Royaumes. Après la fin du premier cycle de Corbeyran et Defali, cette nouvelle histoire est écrite par Guillaume Dorison et illustrée par Jean-Baptiste Hostache. Le premier des deux volumes a vu le jour en octobre 2016. Conspiracies se déroule pendant la Seconde Guerre mondiale, mettant en vedette la course à la bombe atomique, et suit un nouveau héros Assassin qui influence le cours de l'histoire en 1943.
Assassin's Creed: Bloodstone
Assassin's Creed: Bloodstone est une série de romans graphiques en deux parties publiée en français par Les Deux Royaumes, écrite par Guillaume Dorison et illustrée par Ennio Bufi. Le premier volume est sorti le 29 mars 2019. L'histoire moderne fait suite à Assassin's Creed: Conspiracies.
Assassin's Creed: The Fall
En juillet 2010, Ubisoft annonce la production d'une mini-série de comics en trois parties dans le monde des jeux dans le cadre de UbiWorkshop. The Fall est dessiné par Cameron Stewart et Karl Kerschl, tous deux ayant remporté plusieurs prix et est édité le 10 novembre 2010 par WildStorm.
L'intrigue prend place entre 1888 et 1908 en Russie et en 1998 aux États-Unis. Elle suit Nikolai Orelov et son descendant Daniel Cross, un alcoolique en cure qui découvre l'effet de transfert dans le bureau d'un thérapeute.
Assassin's Creed: The Chain
The Chain est le deuxième comics dessiné par Kerschl et Stewart. Il est sorti le 1er décembre 2010, édité par WildStorm et poursuit l'histoire de l'Assassin Nicolaï Orelov.
Assassin's Creed: Subject 4
Subject 4 est un roman graphique reprenant les deux comics dessinés par Kerschl et Stewart. Il est sorti le 16 novembre 2012 et édité par WildStorm.
Assassin's Creed: Brahman
Assassin's Creed: Brahman est le troisième comics dessiné par Kerschl et Stewart, il s'agit d'une nouvelle aventure totalement inédite, racontant l'histoire de l'Assassin indien Arbaaz Mir, ayant agi au XIXe siècle dans les colonies indiennes et de Jot Soora, son descendant du XXIe siècle, employé chez Abstergo Entertainment. Il est sorti en 2013.
Assassin's Creed: Assassins
Assassin's Creed: Assassins est une série de bandes dessinées publiée par Titan Comics (en). Les sorties devaient s'étaler sur au moins trois ans, à partir de 2015. Cependant, en 2016, Titan a annoncé qu'après son quatorzième numéro, Assassins et sa série complémentaire, Templiers, seraient relancées avec une équipe créative différente sous un nouveau titre : Assassin's Creed: Uprising.
Le premier arc de la série (numéros 1 à 5) se déroule à la fin du XVIIe siècle, lors des procès des sorcières de Salem, avec la partie moderne parallèle présentant un conte d'espionnage. Les cinq numéros ont ensuite été rassemblés et publiés sous forme de livre de poche, sous le nom Assassin's Creed Volume 1: Trial by Fire. Le deuxième arc (numéros 6 à 10) se déroule pendant l'Empire Inca dans le passé, parallèlement à l'histoire moderne mettant en vedette Erudito. Il a ensuite été publié sous le nom Assassin's Creed Volume 2: Setting Sun. Le troisième arc (numéros 11 à 14) se déroule à Florence au début du XVIe siècle, parallèlement à une histoire moderne mettant à nouveau en vedette Erudito. Il a ensuite été publié sous le nom de Assassin's Creed Volume 3: Homecoming.
Assassin's Creed: Templiers
Assassin's Creed: Templiers était une série de bandes dessinées de Titan Comics. Écrit par Fred Van Lente et illustré par Dennis Calero, la série a lancé son premier numéro en mars 2016. Le premier arc de la série se concentre sur l'Ordre des Templiers, avec son histoire moderne se déroulant en novembre 2013 tandis que l'histoire historique se déroule dans Shanghai en 1927 et suit un Templier connu sous le nom de la Croix Noire. Le deuxième et dernier arc a son histoire moderne qui se déroule en 2016. En octobre 2016, Titan a annoncé qu'après son neuvième numéro, Templiers, aux côtés de sa série sœur, Assassins, serait relancée avec une nouvelle équipe créative sous le nom de Assassin's Creed: Uprising.
Assassin's Creed: Uprising
Assassin's Creed: Uprising est une série de bandes dessinées publiée par Titan Comics. La bande dessinée est écrite par Dan Watters et Alex Paknadel et illustrée par José Holder avec le premier numéro publié en février 2017. Il s'agit d'une continuation de la série Assassins and Templiers et conclut l'arc narratif des jeux vidéo impliquant Junon.
Assassin's Creed: Awakening
Assassin's Creed: Awakening (アサシン クリード4 ブラック フラッグ -覚醒-, [Assassin’s Creed 4: Black Flag - Kakusei)' est un manga en 2 tomes, scénarisé par Yano Takashi et dessiné par Ôiwa Kenji. Il sort entre 2013 et 2014 au Japon dans les pages du Jump X édité par Shūeisha. Il est distribué en version française en 2014 par la maison d'édition Ki-oon.
L'histoire reprend à peu près les faits de Assassin's Creed IV: Black Flag en y changeant un peu le contenu. Dans ce manga, Masato, un jeune garçon qui est choisi comme testeur pour Abstergo, découvre l'Animus dans lequel il va revivre l'histoire du pirate, Edward Kenway. Il se rend compte plus tard qu'il œuvre pour des templiers et que ces derniers retiennent sa mère en otage. Il doit finalement capituler pour que la vie de sa mère soit sauve.

### Romans et novélisations

#### SérieAssassin's Creed
Cette série de romans est écrite par Oliver Bowden et publié par Penguin Books. Il s'agit de novélisation des principaux jeux de la licence. À partir d'Assassin's Creed: Odyssey, Oliver Bowden laisse la place à d'autres auteurs.
- Assassin's Creed : Renaissance, inspiré d'Assassin's Creed II, mais celle-ci se concentre sur l'aventure d'Ezio et plus particulièrement la partie se déroulant au XVe siècle.
- Assassin's Creed: Brotherhood, inspiré d'Assassin's Creed: Brotherhood. De même, il ne fait pas mention des événements concernant Desmond, qui n'est mentionné que comme un « fantôme » par Ezio. D'autre part, l'intrigue ne débute non plus en 1499, mais en 1503.
- Assassin's Creed : La Croisade secrète, inspiré d'Assassin’s Creed et d’Assassin’s Creed Bloodline. L'histoire est racontée par Niccolò Polo, père de Marco Polo, et parle de la vie d'Altaïr ibn la-Ahad. Il est publié le 20 juin 2011[41],[42].
- Assassin's Creed : Révélations, inspiré d'Assassin's Creed: Revelations. Le roman est sorti le 24 novembre 2011 aux États-Unis et le 29 novembre 2011 au Royaume-Uni. Comme les deux romans précédents, il s'agit d'une novélisation des aventures d'Ezio dans l'opus éponyme du jeu, sans qu'il soit fait mention de Desmond[43].
- Assassin's Creed: Forsaken, inspiré d'Assassin's Creed III. Il raconte la vie d'Haytham Kenway avant et pendant les évènements d’Assassin's Creed III. Le récit est présenté comme le journal d'Haytham Kenway (à l'exception du prologue et de l'épilogue, racontés par Connor), ce qui permet de voir les événements depuis son point de vue.
- Assassin's Creed: Black Flag, inspiré d'Assassin's Creed IV Black Flag.
- Assassin's Creed: Unity, inspiré d'Assassin's Creed Unity. Il est raconté du point de vue d'Elise de La Serre, l'alliée Templier d'Arno Dorian.
- Assassin's Creed: Underworld, inspiré d'Assassin's Creed Syndicate. Il raconte la vie d'Henry Green, le mentor des Assassins Evie et Jacob Frye.
- Assassin's Creed: Le Serment du désert, inspiré d'Assassin's Creed Origins
- Assassin's Creed: Odyssey, écrit par Gordon Doherty et inspiré d'Assassin's Creed Odyssey
- Assassin's Creed: La Saga de Geirmund, écrit par Matthew J. Kirby (en) et inspiré d'Assassin's Creed Valhalla

#### SérieAssassin's Creed: Last Descendants
Cette série de romans est écrite par Matthew J. Kirby (en) et publié par Scholastic.
- Last Descendants
- La Tombe du khan
- La Chute des dieux

#### SérieAssassin's Creed: Fragments
Cette série de romans, réalisée par des auteurs français, reprend le thème d'un frère et une sœur que tout oppose dans des univers non encore explorés par la licence.
- La Lame d'Aizu, écrit par Olivier Gay, a pour contexte le Japon lors de la guerre de Boshin (1868)
- Les Enfants des Highlands, écrit par Alain Puyssegur, se déroule en Écosse lors de la première guerre d'indépendance (1296)
- Les Sorcières des Landes, écrit par Adrien Tomas suit deux enfants en France lors de l'Inquisition (1609)

### Assassin's Creed: Encyclopedia
UbiWorkshop fait paraître une encyclopédie sur la série Assassin's Creed en 2011. Prévue à l'origine pour être un artbook, le projet a rassemblé tant de contenu que la société a finalement décidé d'en faire une encyclopédie. Elle contient des concepts d'artistes tels que Craig Mullins (en), Tavis Coburn, 123Klan, Gabz et James NG. Ceux-ci ont eu une liberté totale de création, afin qu'il puisse imaginer un Assassin unique dans la période de leur choix. L'ouvrage contient une section « carte blanche », destinée à contenir les fan-arts des amateurs,.

### Jeux de société
Un jeu de société, Assassin's Creed: Arena, est sorti le 26 février 2014. Inspiré de Assassin's Creed: Revelations, il présente de nombreux personnages du jeu, dont Shahkulu, Anacletos, Odai Dunqas et Oksana Razin, ainsi que des personnages originaux.
Le 17 septembre 2018, Triton Noir a annoncé un nouveau jeu de société appelé Assassin's Creed: Brotherhood of Venice. Situé en 1509, entre les événements de Assassin's Creed: Brotherhood et Revelations, il comprend des personnages de jeux vidéo comme Ezio Auditore da Firenze, Leonardo Da Vinci et Lucrezia Borgia, ainsi que de nouveaux personnages comme Alessandra. Le jeu devait sortir en novembre 2018, mais a été retardé et finalement sorti en août 2021.

### Assassin's Creed Symphony
Assassin's Creed Symphony est une tournée à travers l'Amérique du Nord et l'Europe mettant en vedette des compositeurs qui ont travaillé sur les bandes sonores de chaque jeu de la série, notamment Jesper Kyd, Lorne Balfe, Brian Tyler, Austin Wintory, Sarah Schachner, Winifred Phillips, Elitsa Alexandrova, Chris Tilton (en), Ryan Amon et The Flight. Il devait commencer à l'été 2019 et devait présenter des personnages holographiques de la série. La tournée 2019-2020 a été annulée en raison de la pandémie de COVID-19,,.
Le concert, Assassin's Creed Symphonic Adventure, est développé par Overlook Events et sera présenté en première mondiale à Paris, le 29 octobre 2022, au Grand Rex. La première mondiale célébrera le 15e anniversaire de la série de jeux. Une tournée mondiale internationale sera programmée à partir de début 2023 lors de l'année anniversaire. Selon Ubisoft, le concert doit être une représentation de deux heures avec un orchestre symphonique complet, comprenant également un chœur et des solistes.

## Réception
| Jeux                                  | Metacritic                                    |
| ------------------------------------- | --------------------------------------------- |
| Assassin's Creed                      | (PC) 79 (PS3) 81 (X360) 81                    |
| Assassin's Creed: Altaïr's Chronicles | (NDS) 58                                      |
| Assassin's Creed: Bloodlines          | (PSP) 63                                      |
| Assassin's Creed II                   | (PC) 86 (PS3) 91 (X360) 90                    |
| Assassin's Creed II: Discovery        | (NDS) 69                                      |
| Assassin's Creed: Brotherhood         | (PC) 88 (PS3) 90 (X360) 89                    |
| Assassin's Creed Rearmed              | (iOS) 60                                      |
| Assassin's Creed: Revelations         | (PC) 80 (PS3) 80 (X360) 80                    |
| Assassin's Creed Recollection         | (iOS) 75                                      |
| Assassin's Creed III                  | (PC) 80 (PS3) 85 (WIIU) 85 (X360) 84          |
| Assassin's Creed III: Liberation      | (PC) 66 (PS3) 64 (Vita) 70 (X360) 62          |
| Assassin's Creed IV: Black Flag       | (PC) 84 (PS3) 88 (PS4) 83 (WIIU) 86 (X360) 86 |
| Assassin's Creed Pirates              | (iOS) 67                                      |
| Assassin's Creed Memories             | (iOS) 48                                      |
| Assassin's Creed Rogue                | (PC) 74 (PS3) 72 (X360) 72                    |
| Assassin's Creed Identity             | (iOS) 69                                      |
| Assassin's Creed Unity                | (PC) 70 (PS4) 70 (XONE) 72                    |
| Assassin's Creed Syndicate            | (PC) 74 (PS4) 76 (XONE) 78                    |
| Assassin's Creed Chronicles           | (Vita) 70                                     |
| Assassin's Creed Origins              | (PC) 84 (PS4) 81 (XONE) 85                    |
| Assassin's Creed Odyssey              | (PC) 86 (PS4) 83 (XONE) 87                    |
| Assassin's Creed Valhalla             | (PC) 82 (PS4) 80 (PS5) 84 (XONE) 82 (XSX) 84  |
| Assassin's Creed Mirage               | (PC) 77 (PS5) 77 (XSX) 78                     |
| Assassin's Creed Shadows              | (PC) 78 (PS5) 81 (XSX) 85                     |

La série Assassin's Creed a reçu des critiques principalement positives de la part des critiques, dont beaucoup l'ont nommée comme étant « la série qui se démarque sur [la septième génération] de consoles ». La série est louée pour sa conception de jeu ambitieuse, ses visuels et ses récits, mais critiquée pour ses problèmes techniques et les sorties annuelles de presque tous les épisodes,,, tandis que la tendance de la série à donner la priorité aux mécanismes de jeu de rôle plutôt qu'à la furtivité dans Origins, Odyssey et Valhalla a été considérée comme polarisante,,,. En septembre 2019, la série s'est vendue à plus de 140 millions d'exemplaires avec plus de 95 millions de joueurs, devenant la franchise la plus vendue d'Ubisoft et l'une des franchises de jeux vidéo les plus vendues de tous les temps,,. En septembre 2022, les ventes totales de la série ont atteint 200 millions d'unités.

## Effet culturel
Des éléments d'Assassin's Creed ont été introduits en tant que contenu dans d'autres jeux Ubisoft ou de studios tiers.
Assassin's Creed IV: Black Flag présente le personnage d'Olivier Garneau, le PDG de la société de jeux vidéo Abstergo Entertainment. Pendant les événements du jeu, Garneau se rend à Chicago, décor du jeu vidéo Watch Dogs d'Ubisoft en 2014. Dans ce dernier jeu, Garneau fait l'objet d'une mission secondaire qui voit le protagoniste jouable Aiden Pearce le sauver d'un enlèvement (il est sous-entendu que c'est par la Confrérie des Assassins). De plus, deux personnages du jeu jouent à Assassin's Creed II. Ubisoft a décrit ces apparitions comme de petits Easter egg et n'a ni confirmé ni nié une continuité partagée entre les deux franchises. Assassin's Creed Origins mentionne la nouvelle de l'incident de Garneau à Chicago, ainsi qu'une photo d'Aiden Pearce tuant Garneau.
En août 2021, Ubisoft a publié une mise à jour gratuite pour son jeu Watch Dogs: Legion qui présentait un croisement non canonique avec la série Assassin's Creed. La mise à jour a introduit un contenu d'histoire facultatif qui voit DedSec aider Darcy Clarkson, membre de la Confrérie Assassin moderne et descendant de Jacob et Evie Frye. Darcy est également incluse en tant que personnage jouable et propose un style de jeu unique sur le thème des Assassins.
Dans le jeu Wii Academy of Champions: Soccer, Altaïr apparaît comme un personnage jouable avec d'autres personnages d'Ubisoft. Dans le jeu Soulcalibur V sorti en 2012, Ezio apparaît comme un combattant jouable et figure sur la pochette. En juillet 2022, Ezio et Eivor ont été ajoutés en tant que combattants jouables à Brawlhalla.
Sackboy, le personnage de Little Big Planet et sa suite, peut être équipé d'un skin ressemblant à la tenue d'Ezio. Dans Prince of Persia, le costume d'Altaïr peut être déverrouillé avec un code obtenu en pré-commandant le jeu. Dans Prince of Persia : Les Sables oubliés, il y a une tenue ressemblant aux robes d'Ezio dans Assassin's Creed II qui est déverrouillable via Uplay. Final Fantasy XIII-2 inclut un costume basé sur la tenue d'Ezio dans Assassin's Creed: Revelations en tant que contenu téléchargeable. Les versions Microsoft Windows et MacOS de Team Fortress 2 proposent deux objets cosmétiques pour la classe Spy qui ont été ajoutés pour promouvoir Assassin's Creed: Revelations ; le premier est la lame secrète, tandis que le second est une cagoule basée sur celle qu'Ezio porte dans le jeu.
Dans Metal Gear Solid 4: Guns of the Patriots, la tenue d'Altaïr est une option cosmétique à débloquer pour Solid Snake, bien qu'elle ait été initialement annoncée comme un poisson d'avril par le directeur du jeu Hideo Kojima. Kojima a ensuite rendu la pareille en permettant à Ubisoft d'inclure une tenue Raiden dans Assassin's Creed: Brotherhood. Dans Metal Gear Solid: Peace Walker, le joueur peut sauter dans une botte de foin depuis un toit, qui inclut l'effet sonore "Eagle" utilisé dans les jeux Assassin's Creed, et l'utiliser pour attirer et maîtriser les ennemis.
Dans les contenus téléchargeables, Ubisoft a collaboré avec Square Enix pour organiser un crossover événementiel à durée limitée dans Final Fantasy XV sous le titre Assassin's Festival. Le DLC présentait des éléments de gameplay de la série de jeux Assassin's Creed, de nouvelles quêtes supplémentaires, des mini-jeux et des objets exclusifs sur ce thème. En janvier 2020, Nintendo a publié un costume Mii Fighter basé sur Altaïr, en tant que contenu téléchargeable dans le jeu de combat Super Smash Bros. Ultimate.
Le personnage d'Assassin's Creed Unity a inspiré le cascadeur furtif de la cérémonie d'ouverture des JO de Paris 2024.